# 五条大橋

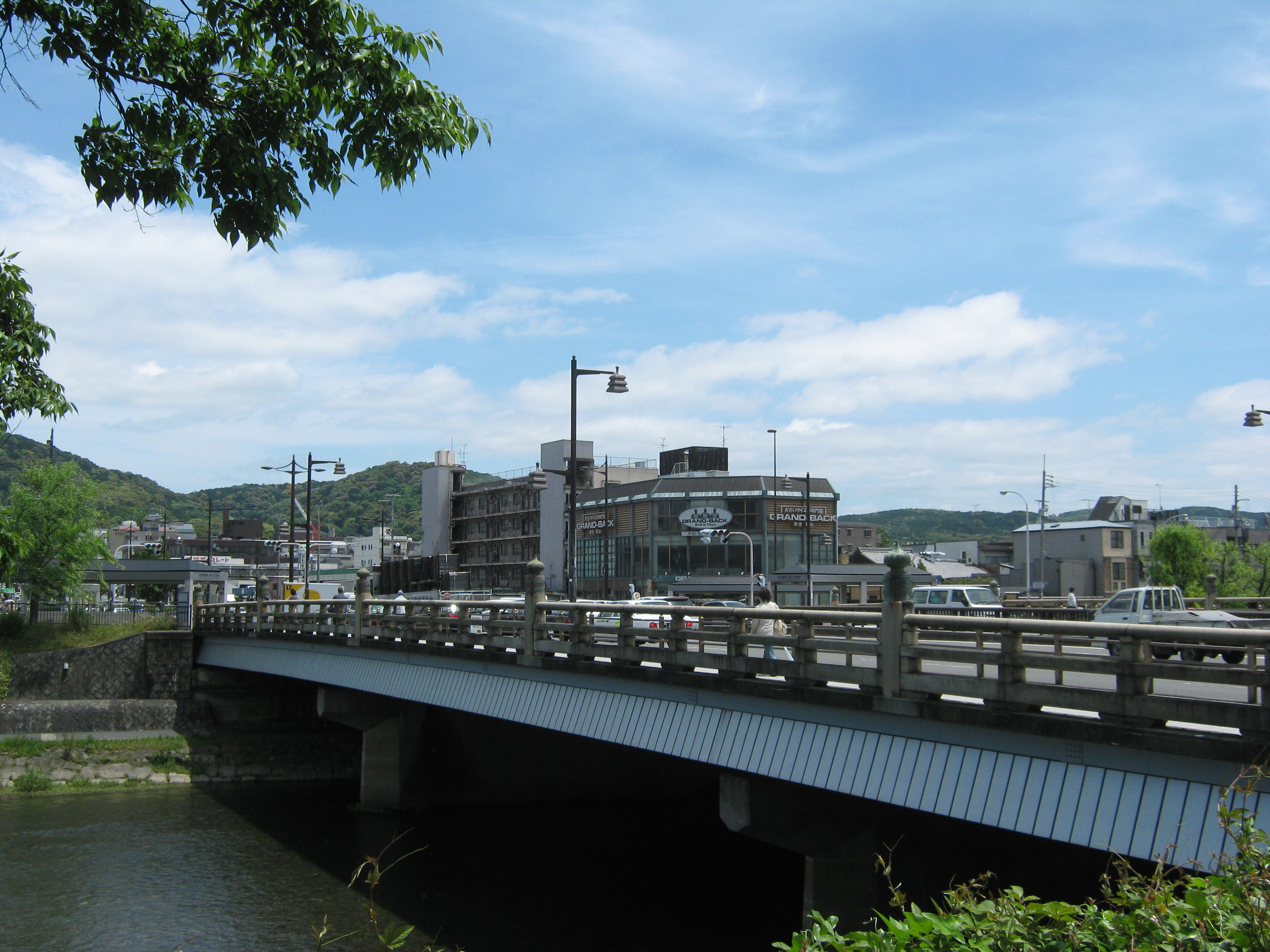
五条大橋（西詰より）

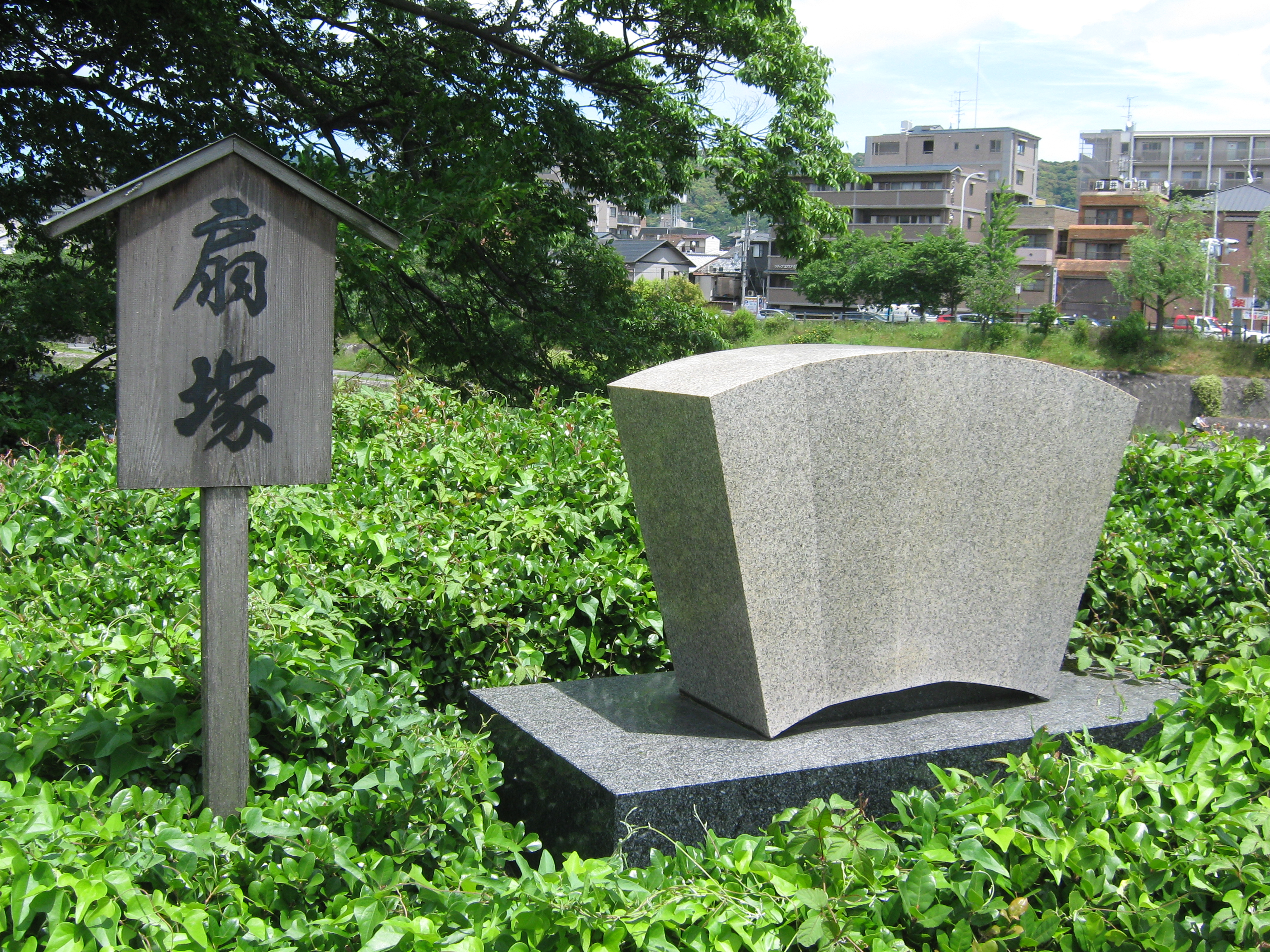
扇塚（五条大橋西詰）

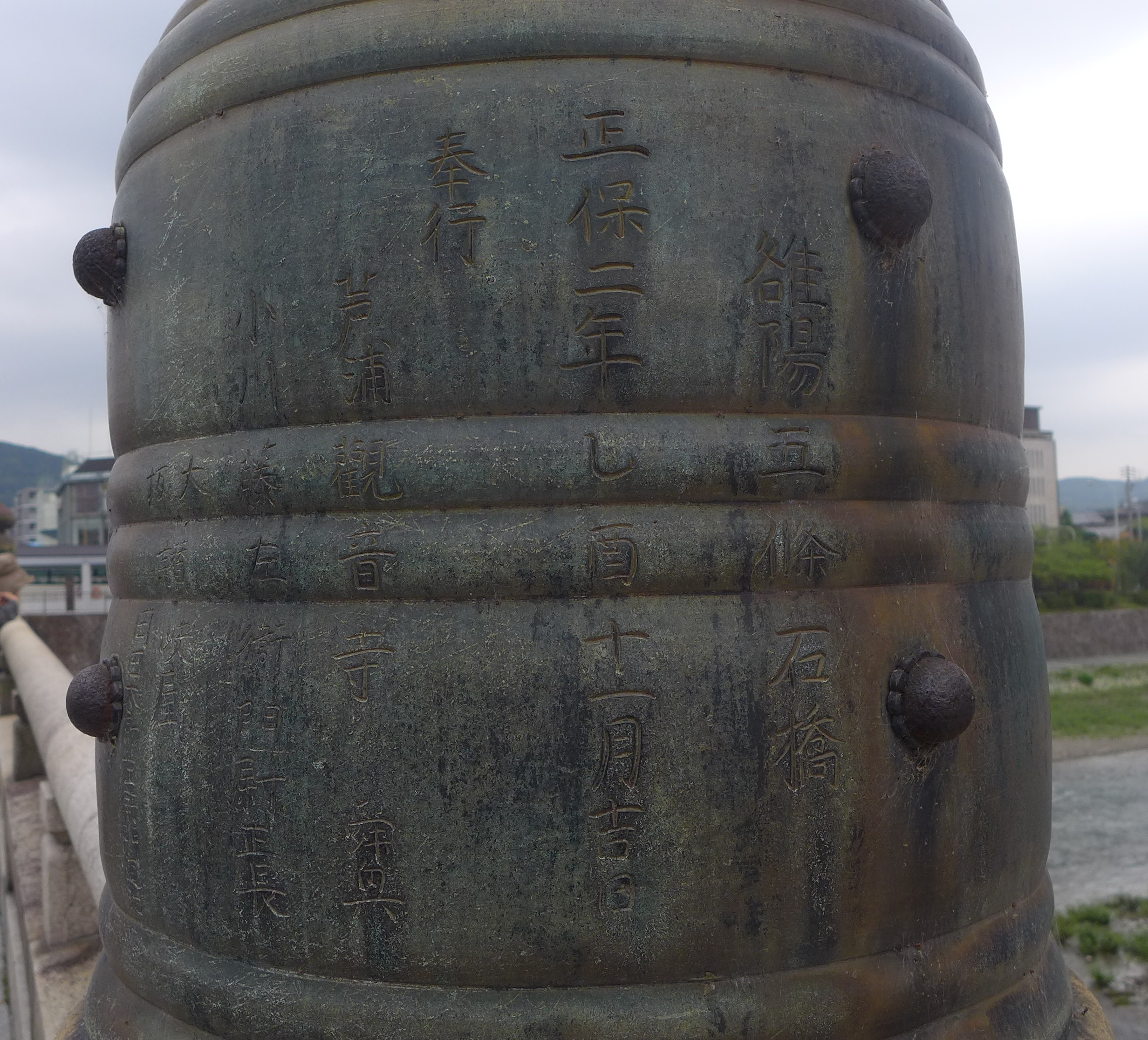
擬宝珠。「正保2(1645)年」の表記がある

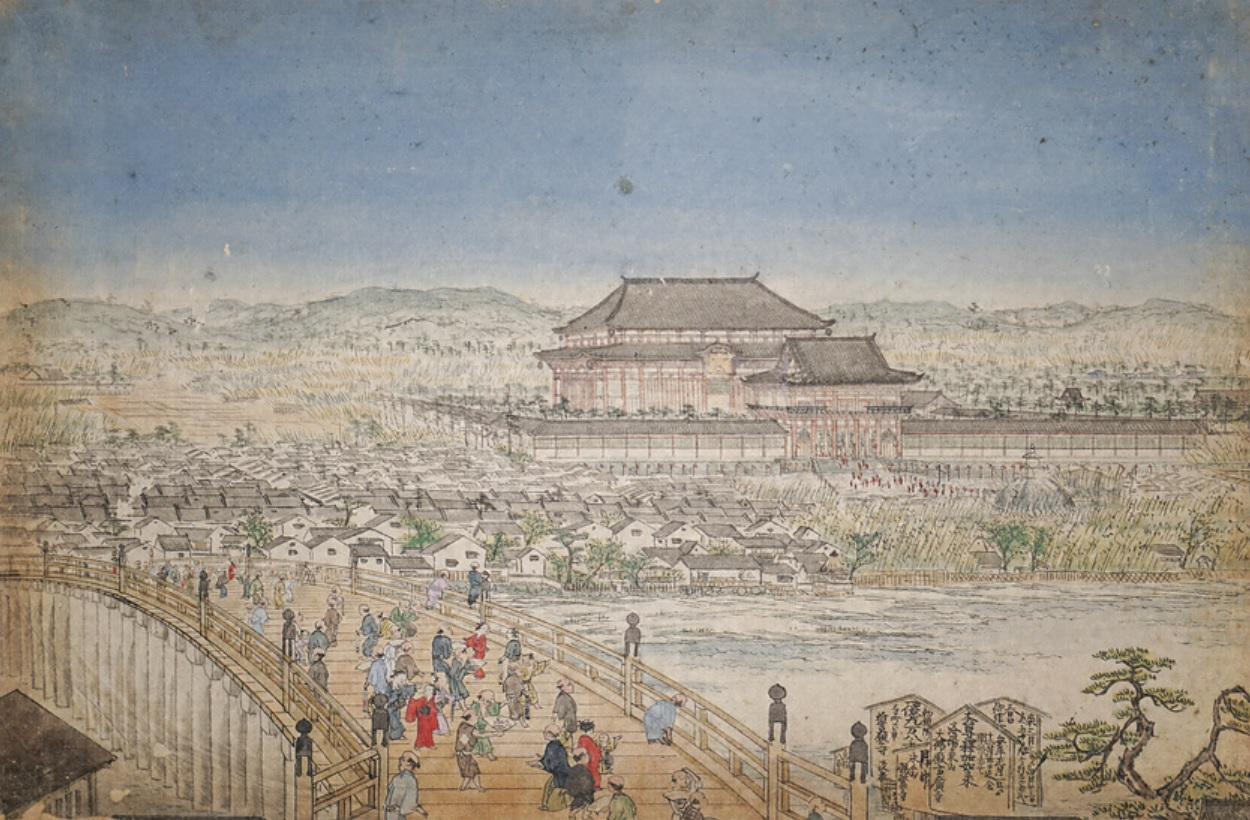
円山応挙作「五条橋大仏殿眺望図」。五条大橋と方広寺大仏殿が描かれている。

五条大橋（ごじょうおおはし）は、京都府京都市を流れる一級河川鴨川に架設された橋。
五条通（国道1号・国道8号）の一部として供されている。また、橋の付近の鴨川は下京区と東山区の境界になっている。
橋上からは東山の山々を望むことができる。

## 歴史
古くから、洛中から鴨川東岸への、特に清水寺参詣のための便として架橋されていた。かつては現在の松原橋の位置に架かっていた木橋で、当時の姿が描かれた屏風には鴨川の中央部には水神を祭る祠がある中州を介して二つの橋に分かれていた。
天正18年（1590年）、方広寺大仏殿（京の大仏）の造営に当たって、豊臣秀吉の命により三条大橋とともに増田長盛を奉行として石柱の橋に改修された。この時方広寺大仏への参詣の便を図るため、五条大橋は南へ移設された。移設前は平安京の五条大路の東の端、現在の松原橋の位置に架橋されていた。なお牛若丸と弁慶は五条大橋で出会ったとされるが、この逸話が正しいとした場合、出会った場所は現在の松原橋ということになる。旧五条大橋は撤去され、郊外へ続残されていたが1935年（昭和10年）の「鴨川洪水」の後に川底が掘り下げられたため撤去され、のちに京都国立博物館の庭に展示された。
江戸時代になって鴨川河原に高瀬川が開削、1645年（正保2年）には橋脚が石造のものに変わり、高欄に青銅の擬宝珠が左右に十六本付けられた。1662年（寛文2年）の地震で橋が壊れ、橋脚は再び木造に戻った。その後も洪水・大火などで5度改築されている。三条大橋が高瀬川を渡る三条小橋を伴ったのに対し、五条大橋は小橋を伴わず一気に架け渡す長大なもので、中央の反りが高く、「虹のような橋であった」と言われている。
明治時代に入り、京都府の管轄となる。1878年（明治11年）には一時、木造の洋風白塗りの橋になり擬宝珠も外されたが、新聞や市民の非難により1894年（明治27年）再び元に戻された。
1913年（大正2年）、西詰に京都市内初の公衆便所が設置された。
1935年（昭和10年）6月28日深夜から29日にかけて発生した「鴨川大洪水」では、上流の団栗橋・松原橋など多くの橋と共に流失。
擬宝珠は正保以来のものが2個、明治年間のものが3個残っただけであった。翌30日には第十六師団の工兵隊が出動、仮橋を仮設したが8月に発生した2度目の水害で仮設橋も流失した。
現在の五条大橋は往復8車線（右折レーン込み）の広い橋で、五条通の拡幅により1959年 (昭和34年) 3月に架け替えられたものである。橋の高欄は石造となったが、擬宝珠はもとの形のものが16個左右に取り付けられている。

## 逸話
尋常唱歌の『牛若丸』によれば、五条大橋は弁慶と牛若丸が出会った場所とされる。ただし異説もある。『義経記』によれば2人の出会いは清水観音の境内とされる。また、平安京の五条大路は現在の松原通に相当することから「五条の橋」は現在の松原橋付近とする説や2人の出会いの地は西洞院であったとの推測もなされている。
現在の橋の西側（河原町通との交差点近く）の中央分離帯には、その状景を模した京人形（御所人形）風の2体の石像（社団法人京都青年会議所寄贈）が設置されたが、2009年4月に始まった下水道工事にともない扇塚（後述）の西側に移設された。が下水道工事の終了に伴い2012年4月に中央分離帯に再設置され、併せて噴水や時計台が設置されている。
橋の高欄の上には擬宝珠が飾られており、その中には1645年（正保2年）の銘が刻まれているものもある。

## 擬宝珠
・1645年（正保2年）、江戸時代に高欄へ青銅の擬宝珠が左右に16基つけられた。しかし現在は14基しかない。

### 擬宝珠の年代の一覧まとめ
北　　　　南
1基　昭和34年　昭和34年
2基　昭和27年　昭和27年
3基　昭和27年　昭和27年
4基　昭和27年　昭和27年
5基　明治27年　明治27年
6基　正保2年　 正保2年
7基　明治44年　明治44年

### 北側東から1基目

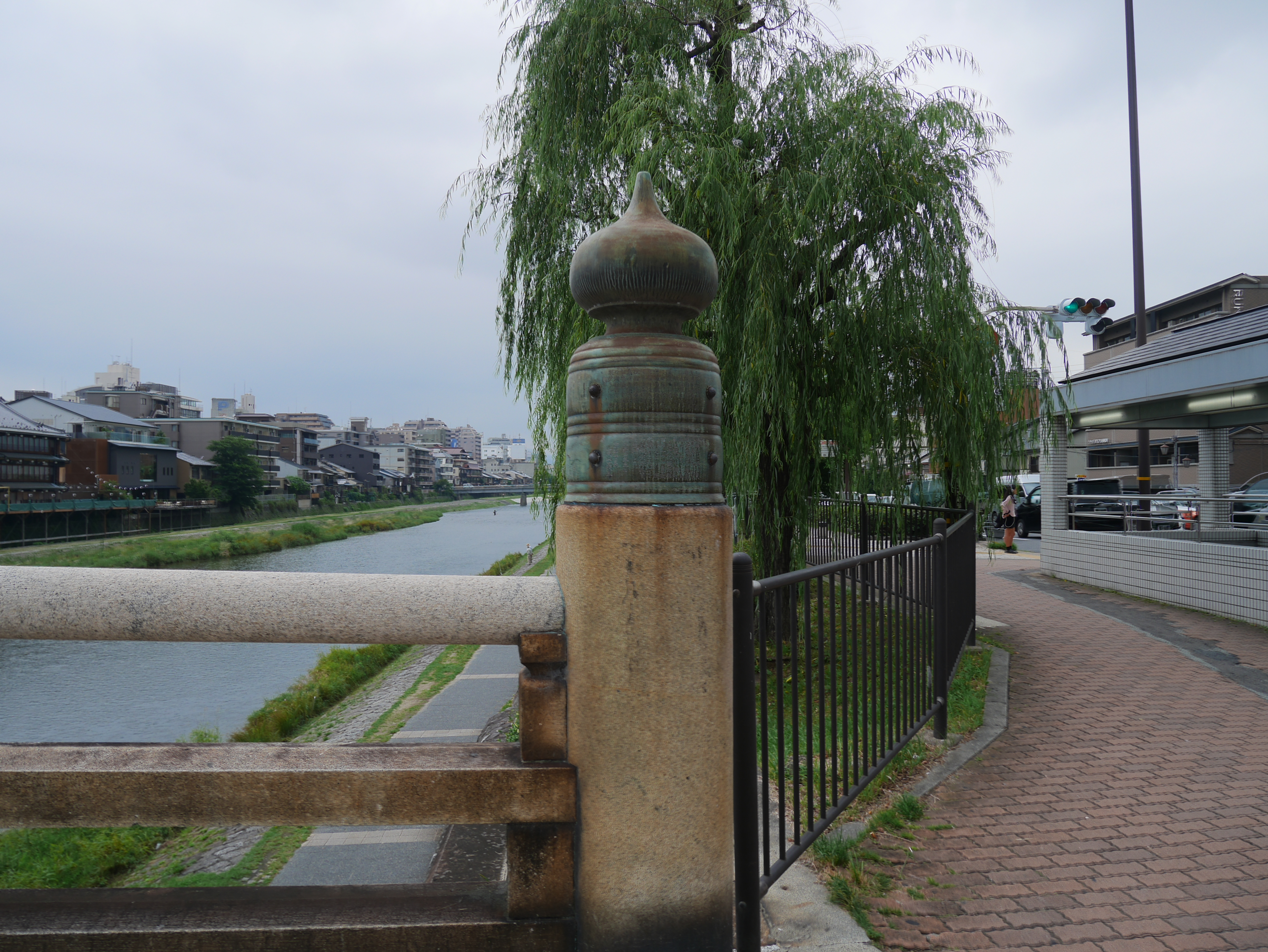
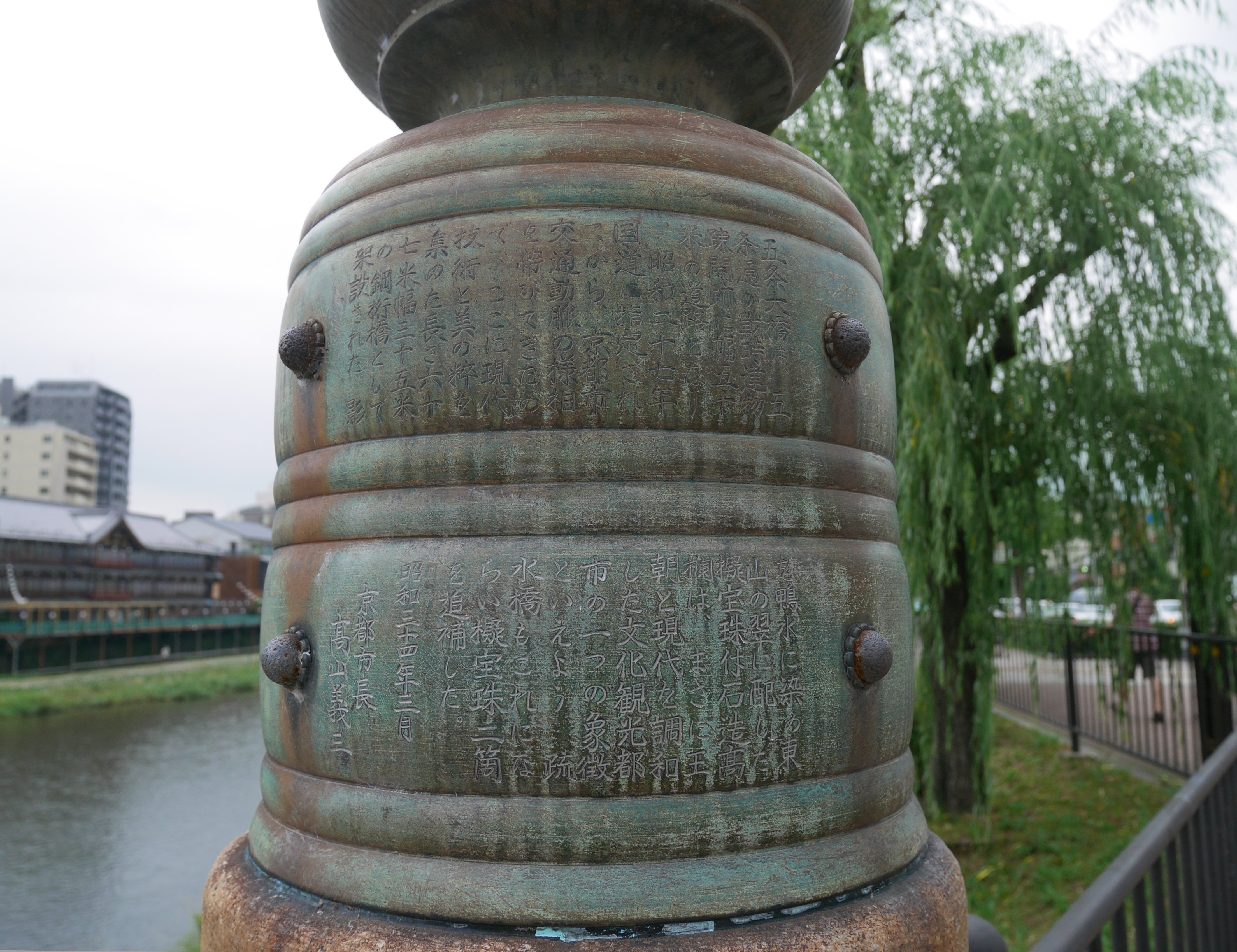

北緯34度59分45秒 東経135度46分06秒 / 北緯34.9958015度 東経135.7683507度
【記銘内容】
（上段）　　　　　　（下段）
五条大橋は、五　　　を鴨水に染め東
条通の戦時建物　　　山の翠に配した
疎開跡に幅五十　　　擬宝珠付石造高
米の道路となり　　　欄は、まさに王
、昭和二十七年　　　朝と現代を調和
国道に指定され　　　した文化観光都
てから、京都市　　　市の一つの象徴
交通動脈の様相　　　といえよう、疎
を帯びてきたの　　　水橋もこれにな
で、ここに現代　　　らい擬宝珠二筒
技術と美の粋を　　　を追補した
集めた長さ六十　　　昭和三十四年三月
七米幅三十五米　　　京都市長　
の鋼桁橋として　　　　高山義三
架設された、影

### 北側東から2基目

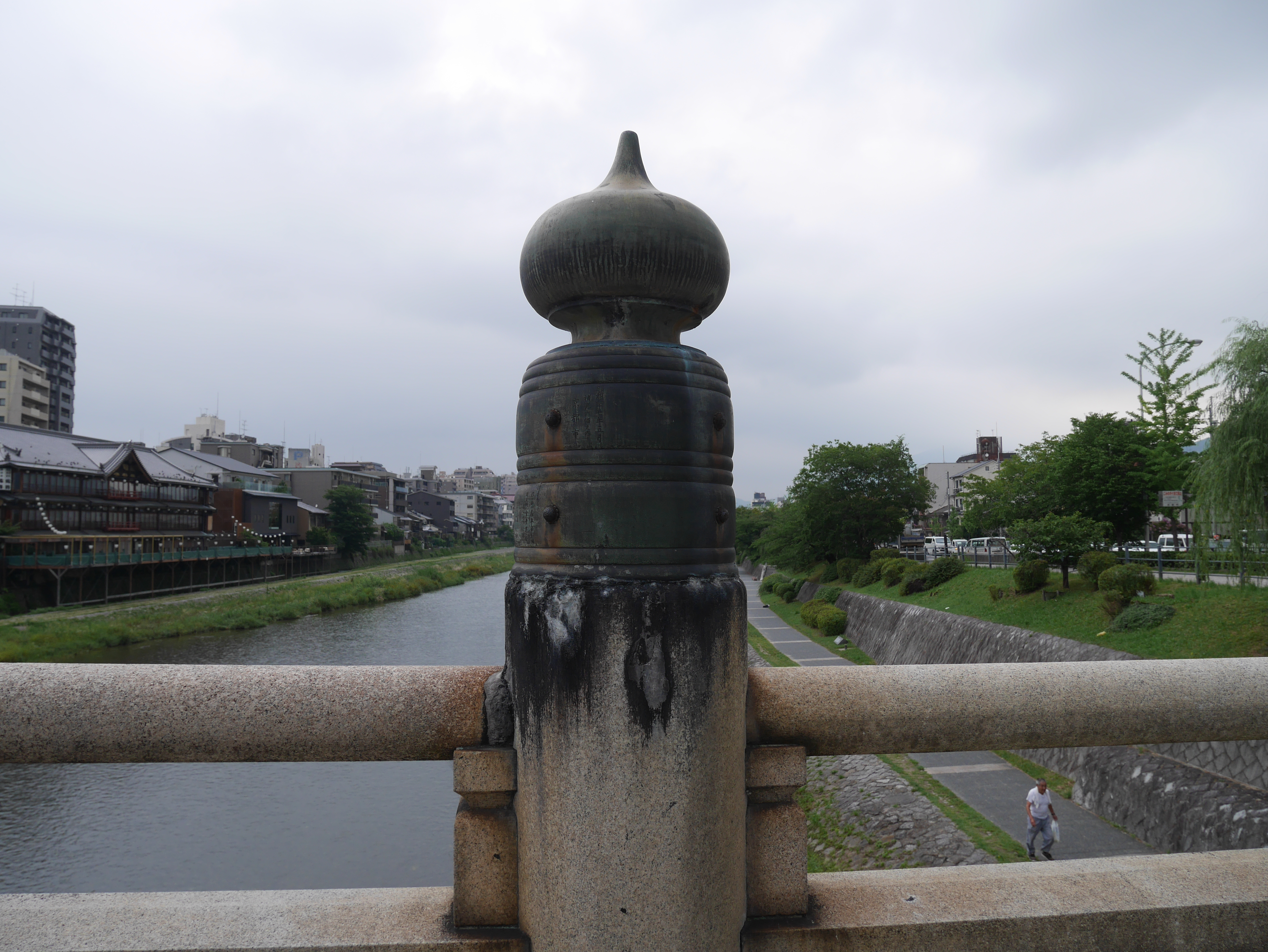
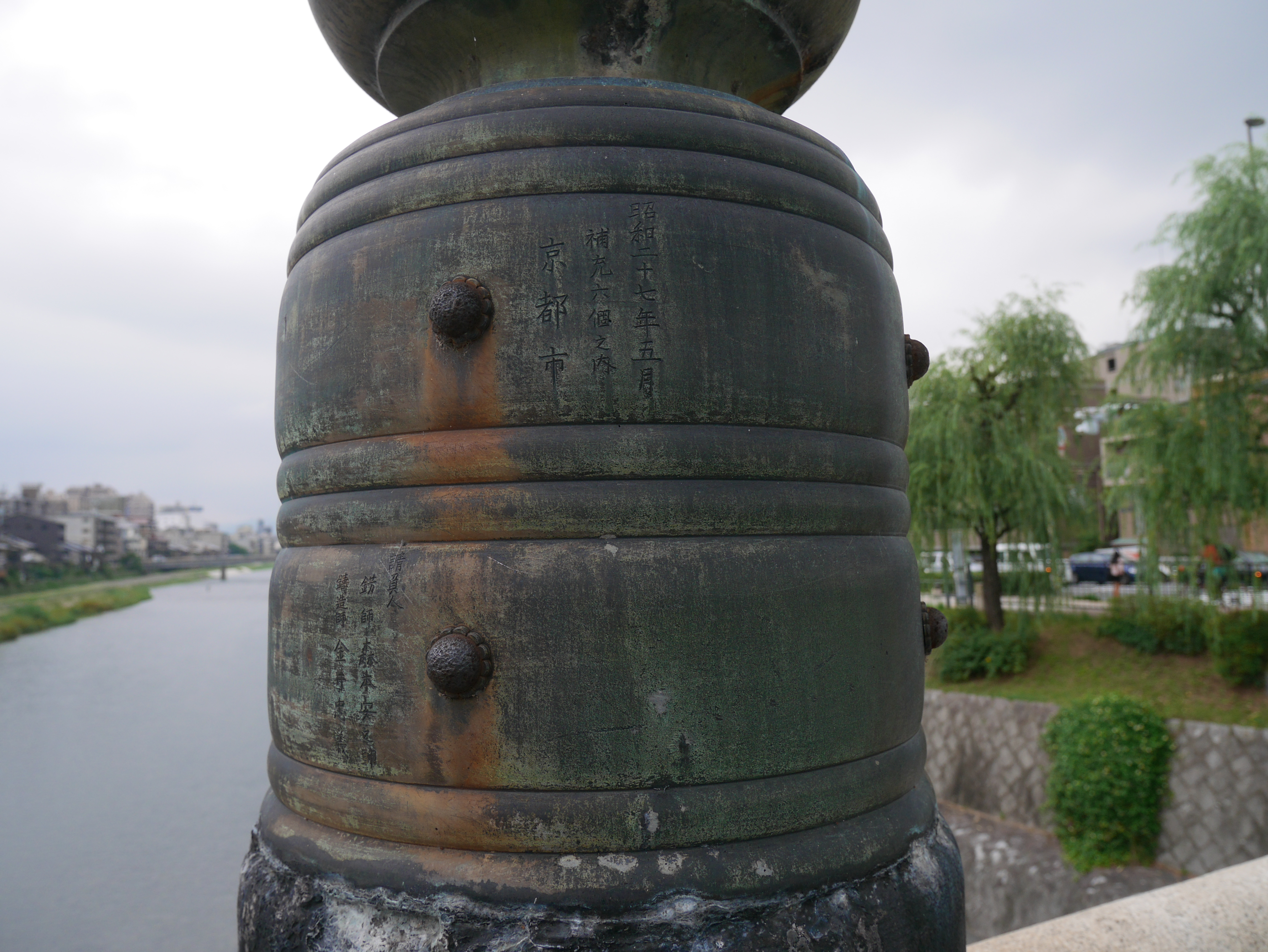

北緯34度59分45秒 東経135度46分05秒 / 北緯34.9958254度 東経135.7681694度
【記銘内容】
（上段）
昭和二十七年五月 　
　補充六個之内
　京都市
（下段）
請負人　錺師　森本安之助
鋳造師　金井忠義

### 北側東から3基目

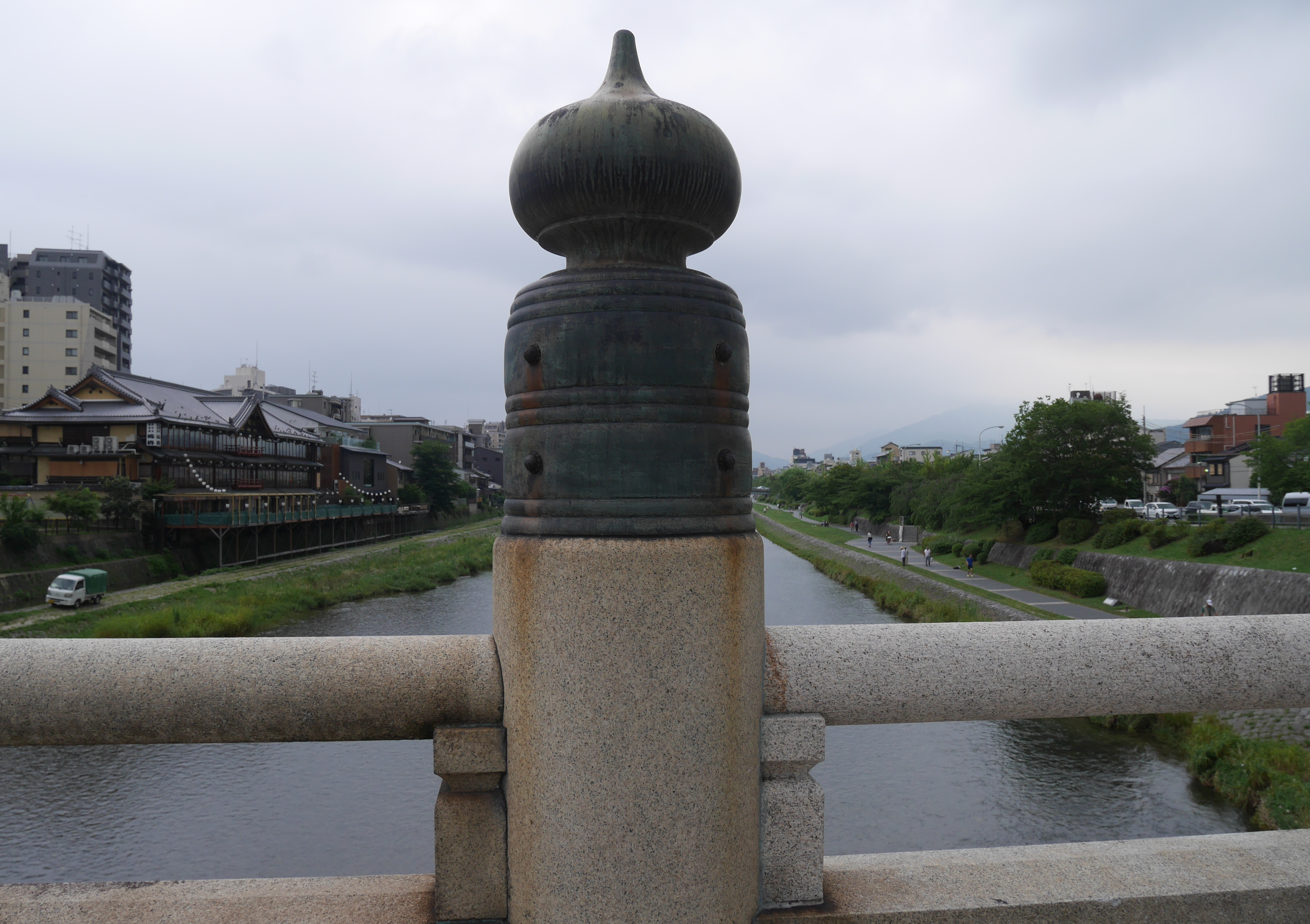
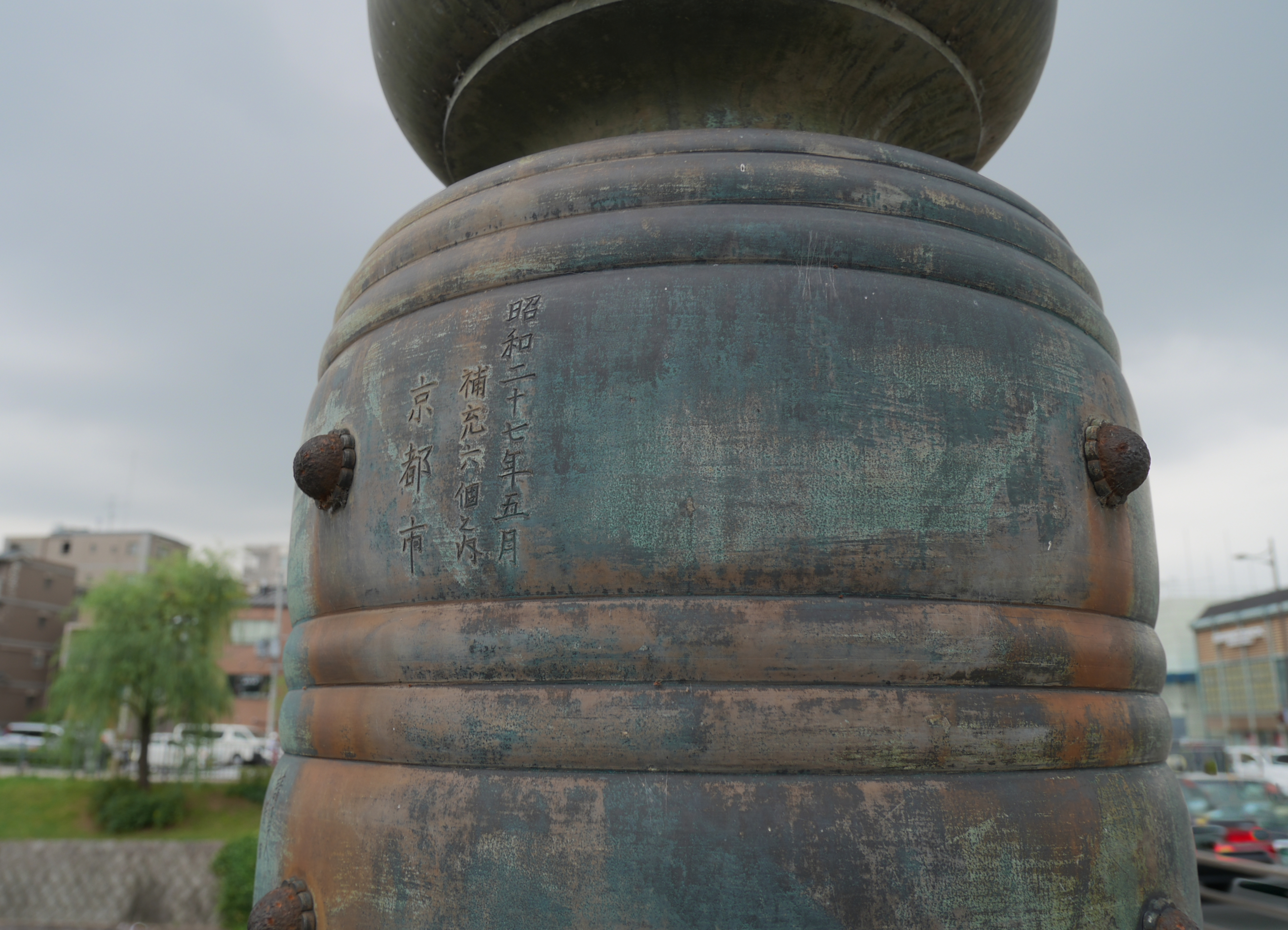

北緯34度59分45秒 東経135度46分05秒 / 北緯34.9958439度 東経135.7680311度
【記銘内容】
昭和二十七年五月
　補充六個之内
　京都市

### 北側東から4基目
北緯34度59分45秒 東経135度46分04秒 / 北緯34.995861度 東経135.767904度
【記銘内容】
（上段）

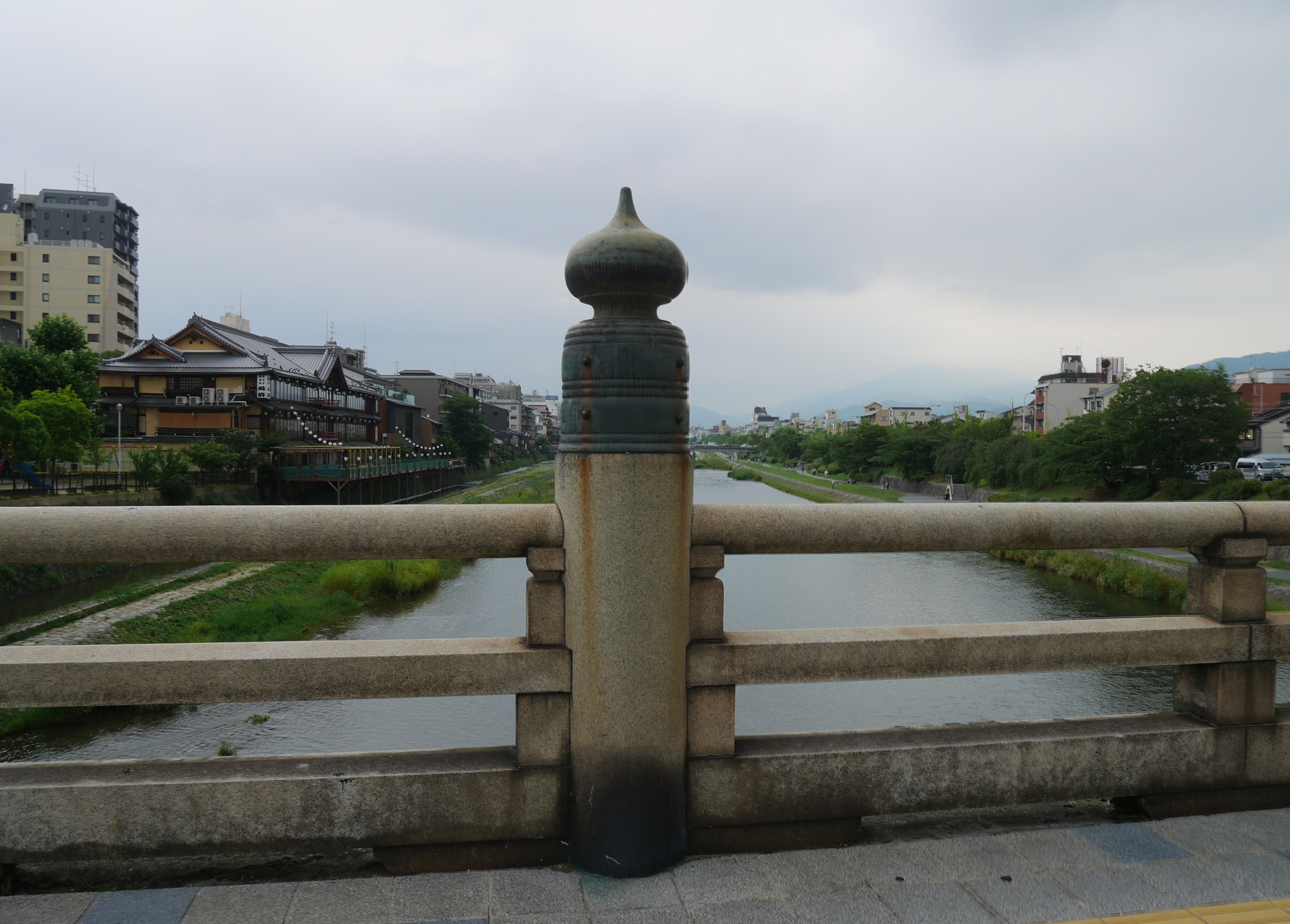
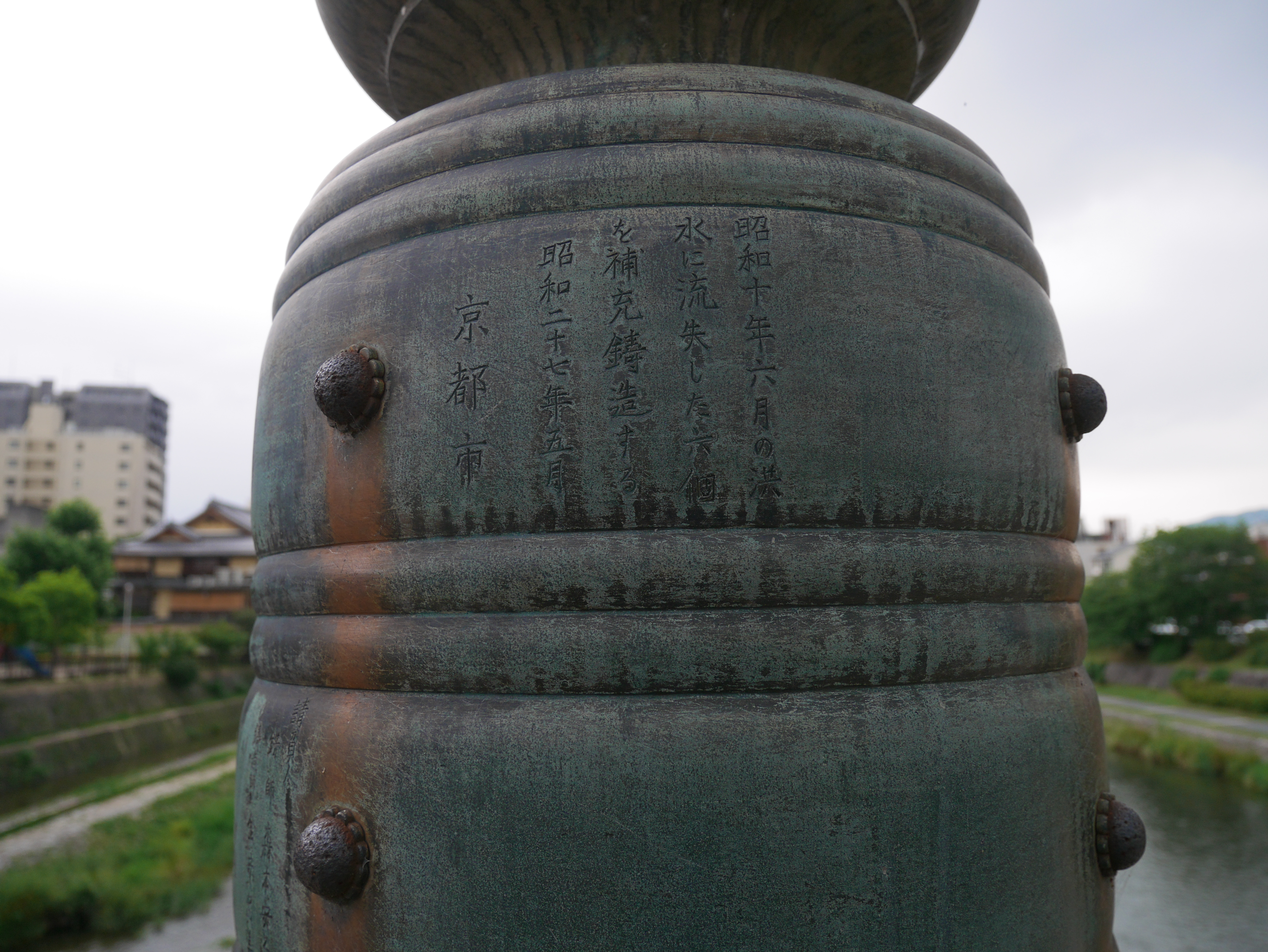
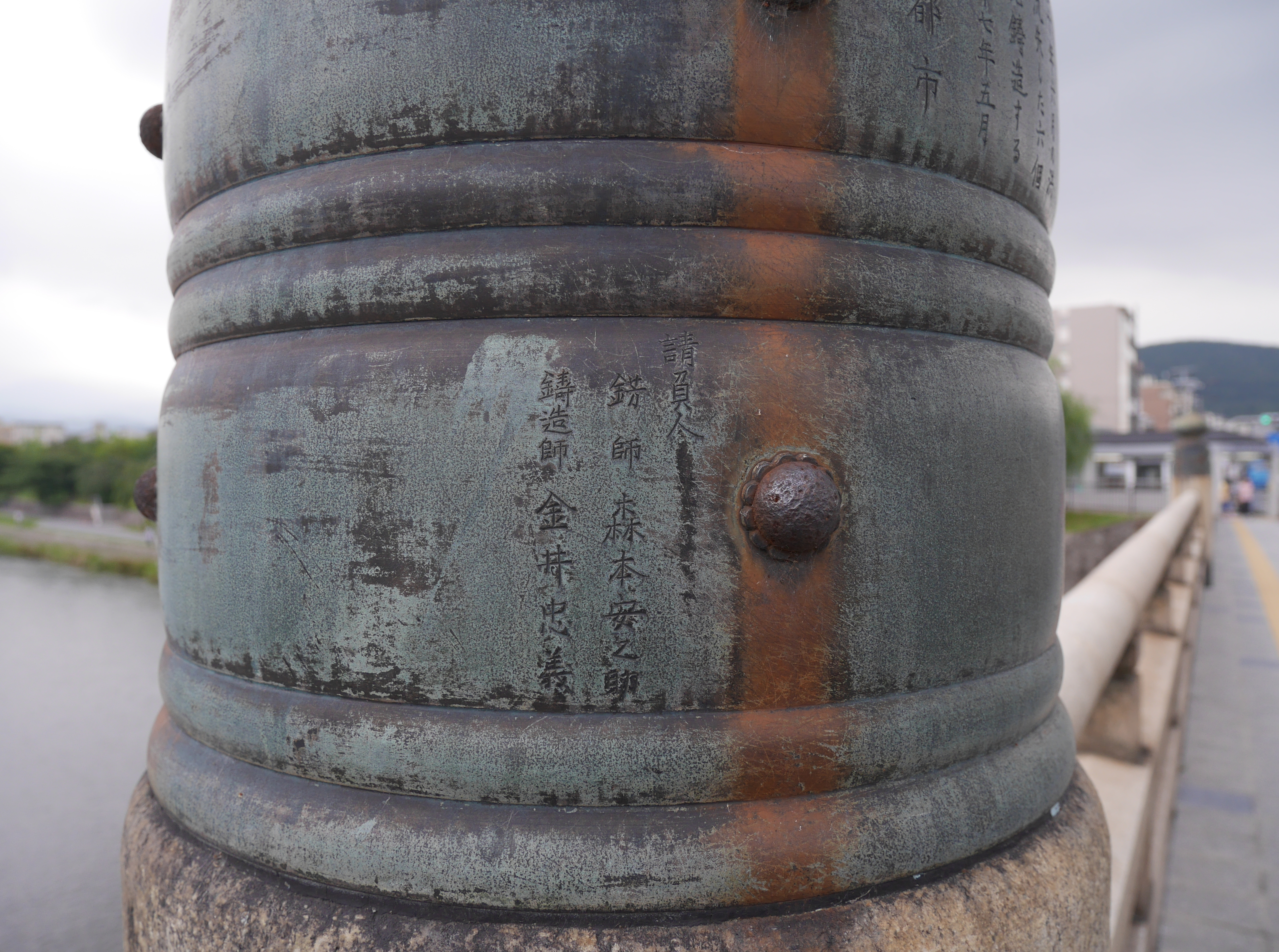

昭和十年六月の洪水に流失した六個を補充鋳造する
昭和二十七年五月　
京都市
（下段）
請負人
錺師　森本安之助
鋳造師　金井忠義

### 北側東から5基目

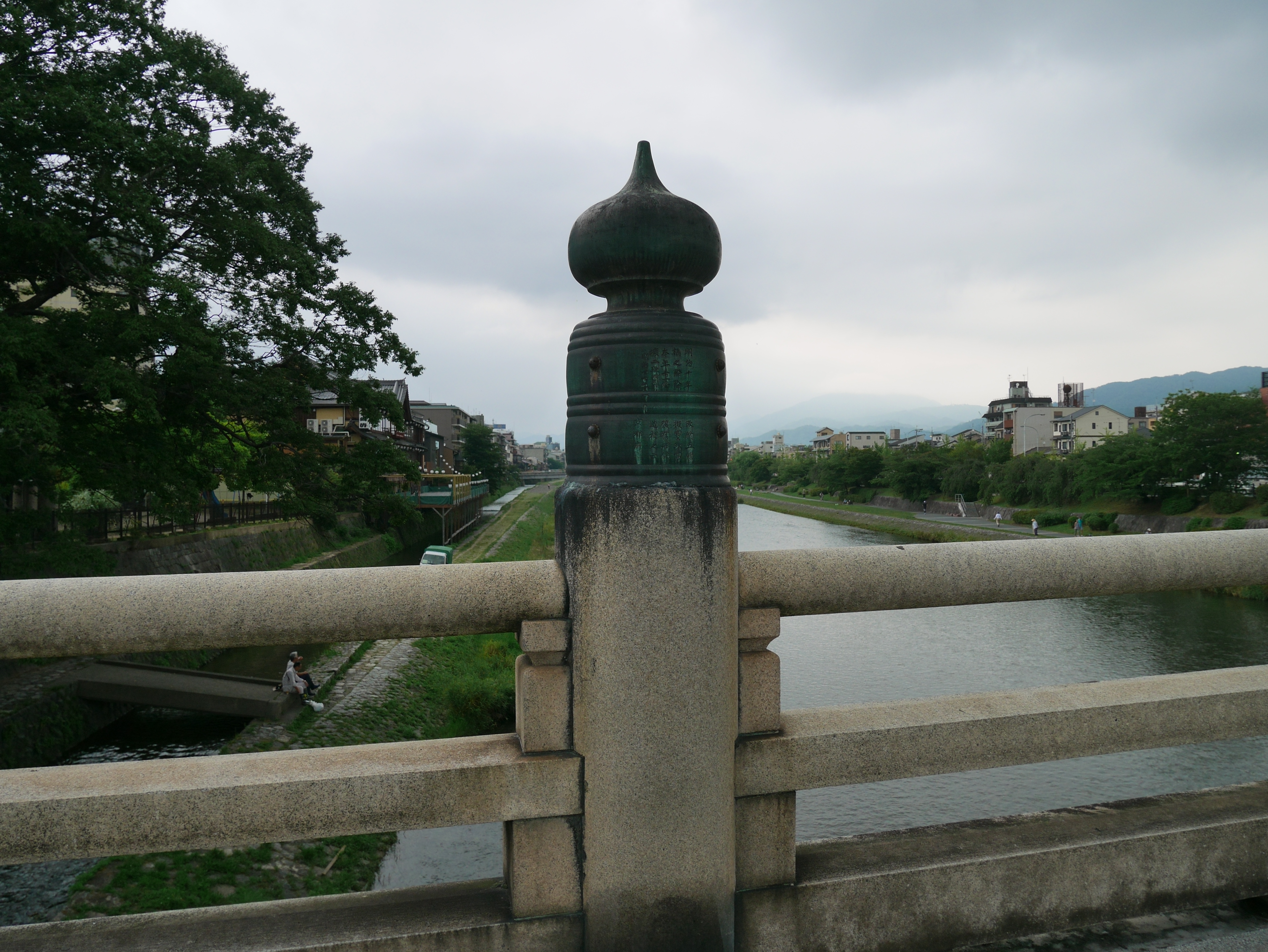
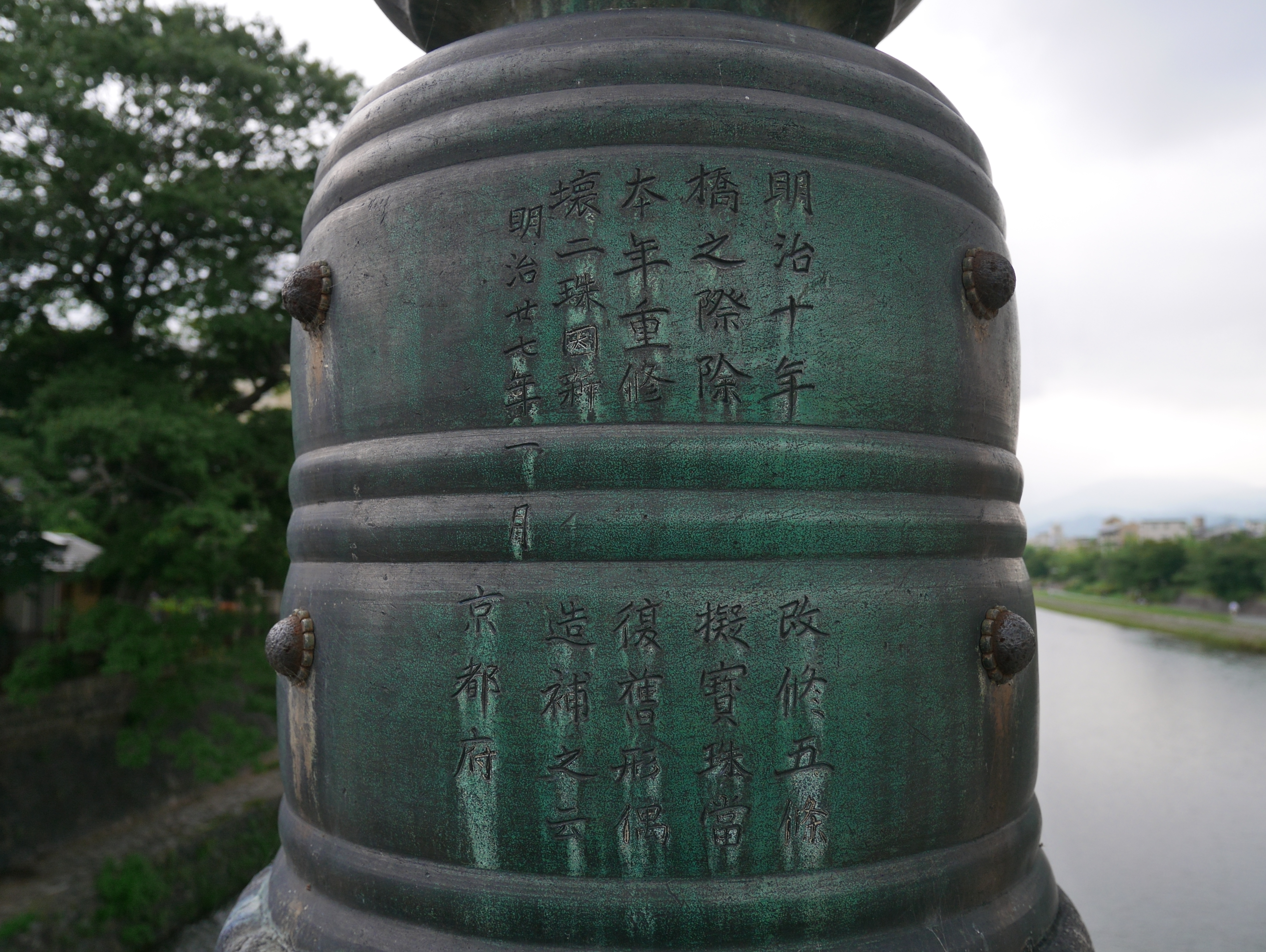

北緯34度59分45秒 東経135度46分04秒 / 北緯34.995886度 東経135.7677275度
【記銘内容】
明治十年改修五條
橋之際除擬寶珠當
本年重修復舊形偶
壊二珠因新造補之云
明治廿七年一月
京都府

### 北側東から6基目

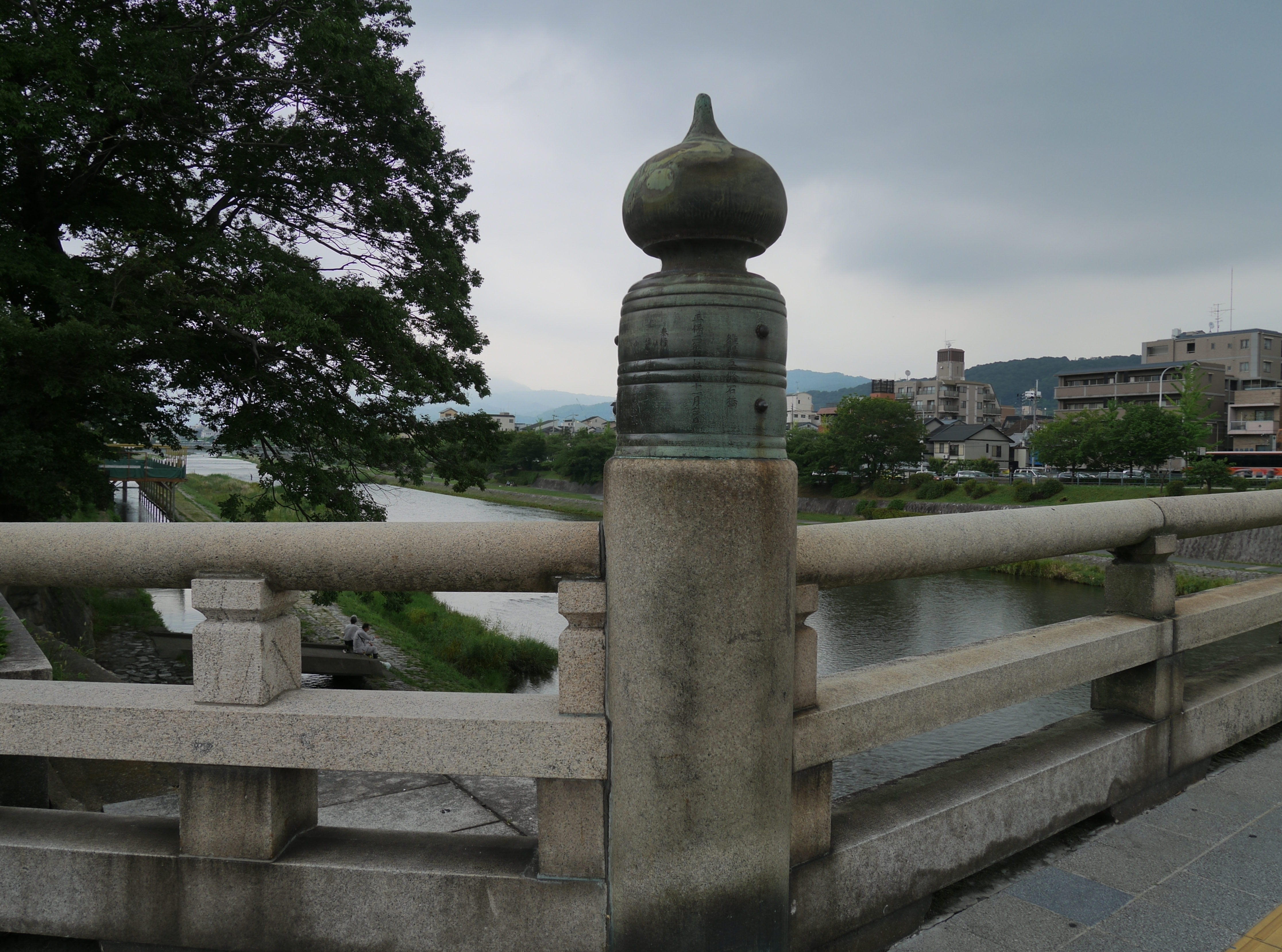
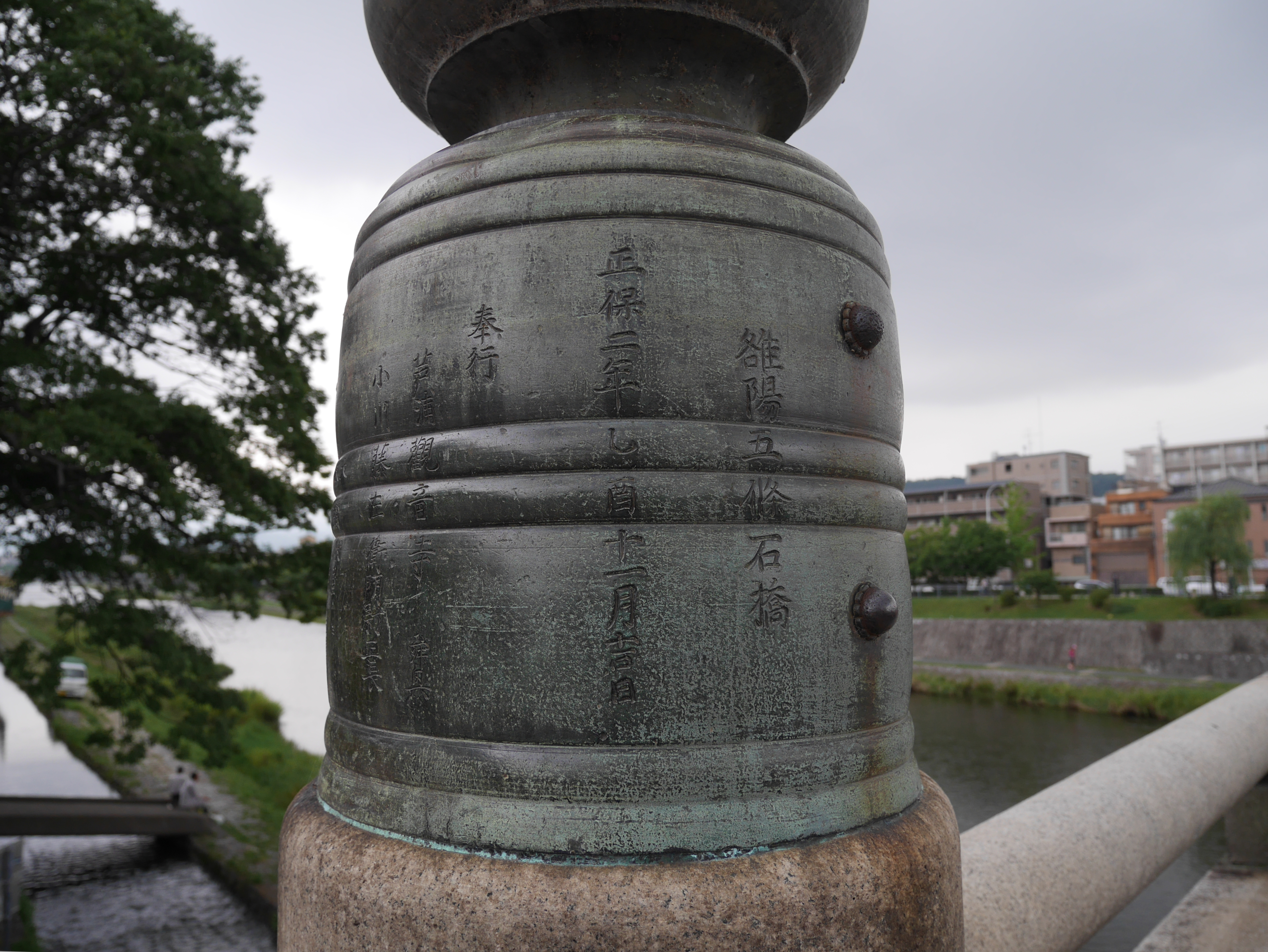

北緯34度59分45秒 東経135度46分03秒 / 北緯34.995901度 東経135.7676259度
【記銘内容】
雒陽五條石橋
正保二年乙酉十一月吉日
奉行　
芦浦觀音寺　舜興　
小川藤左衛門尉正長　
大坂讃岐屋　
岡田太郎左衛門道治

### 北側東から7基目

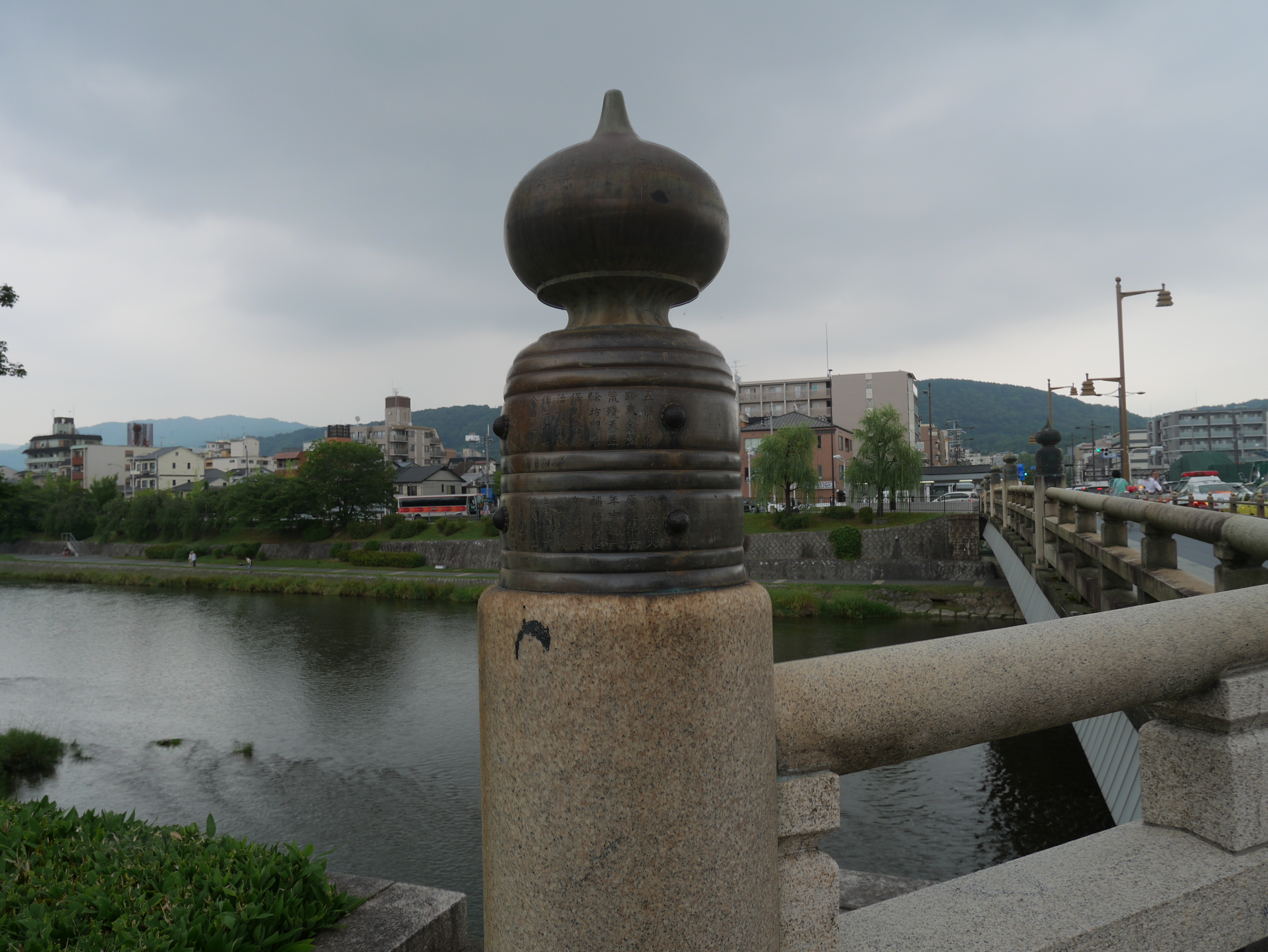
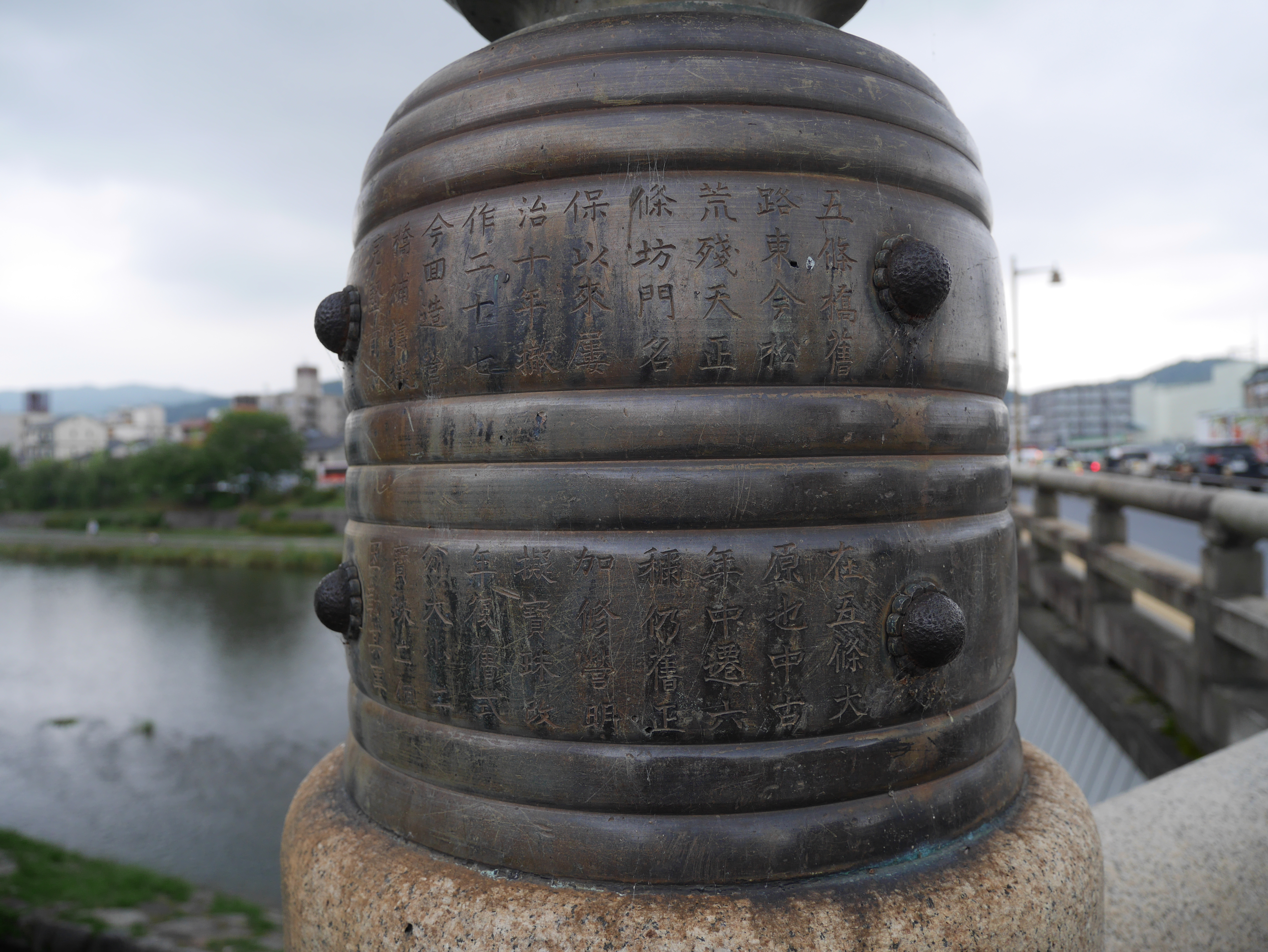

北緯34度59分45秒 東経135度46分03秒 / 北緯34.9959292度 東経135.767597度
【記銘内容】
五條橋舊　在五條大
路東今松　原也中古
荒殘天正　年中遷六
條坊門名　穪仍舊正
保以來屡　加修營明
治十年撤　擬寶珠改
作二十七　年復舊式
今回造營　分大小二
橋補鑄擬　寶珠二個
完堅有加　因勒其事
明治四十四年十一月　京都府
　　　京都住
　　　雨宮宗七
　　　金寿堂製造

### 南側東から1基目

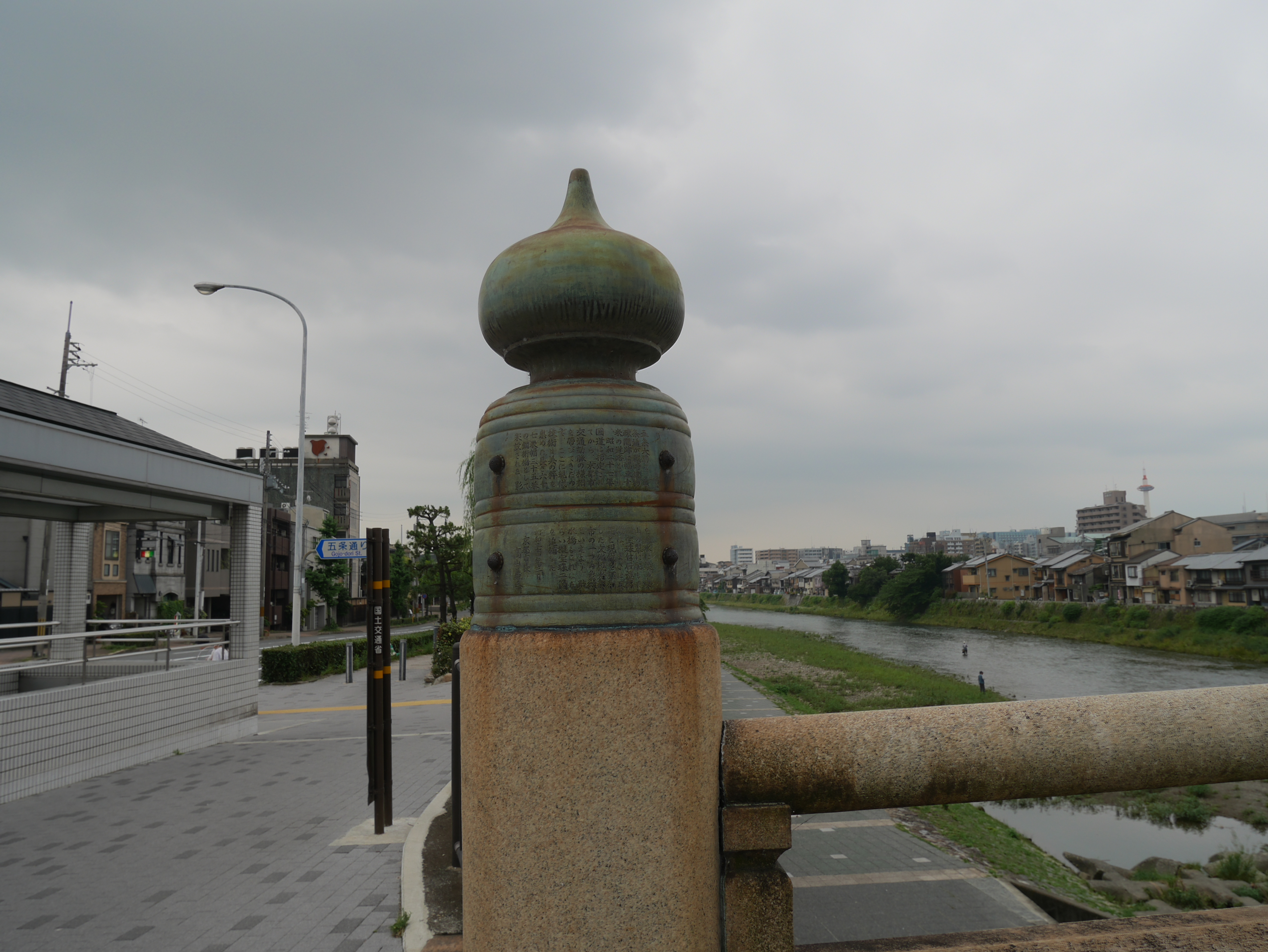
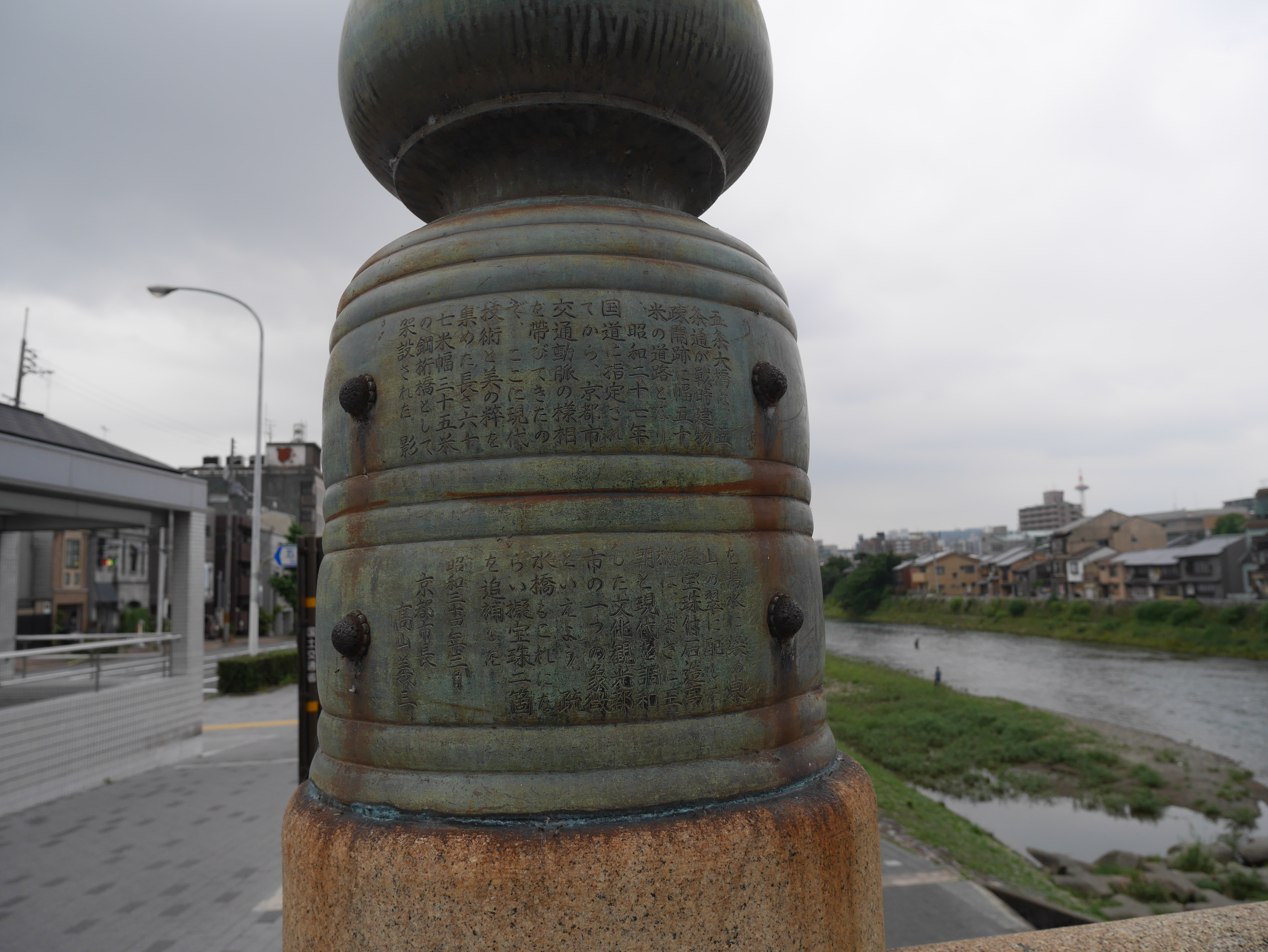

北緯34度59分44秒 東経135度46分06秒 / 北緯34.9954867度 東経135.7682402度
【記銘内容】
（上段）　　　　　　（下段）
五条大橋は、五　　　を鴨水に染め東
条通の戦時建物　　　山の翠に配した
疎開跡に幅五十　　　擬宝珠付石造高
米の道路となり　　　欄は、まさに王
、昭和二十七年　　　朝と現代を調和
国道に指定され　　　した文化観光都
てから、京都市　　　市の一つの象徴
交通動脈の様相　　　といえよう、疎
を帯びてきたの　　　水橋もこれにな
で、ここに現代　　　らい擬宝珠二筒
技術と美の粋を　　　を追補した
集めた長さ六十　　　昭和三十四年三月
七米幅三十五米　　　京都市長　
の鋼桁橋として　　　　高山義三
架設された、影

### 南側東から2基目

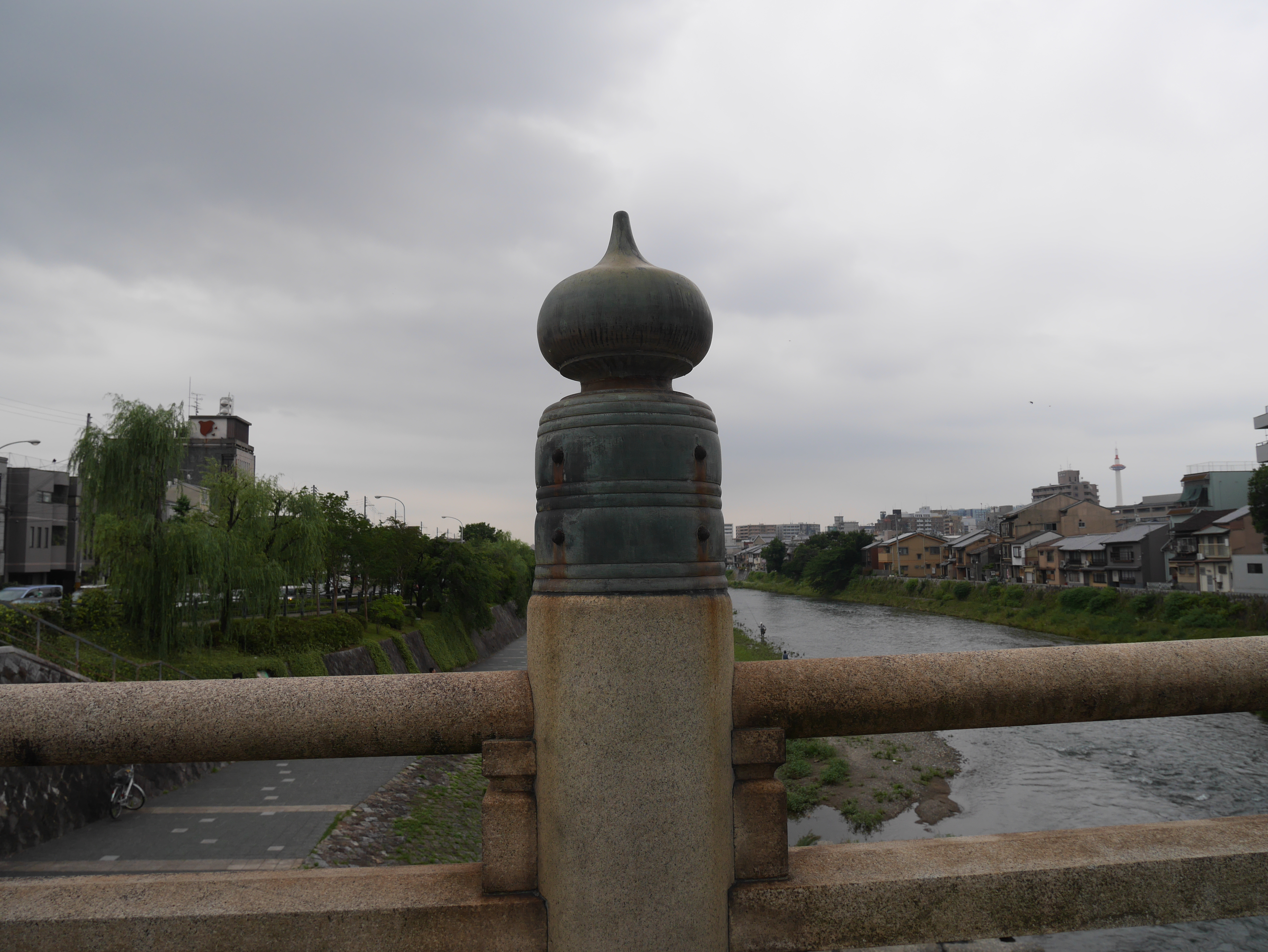
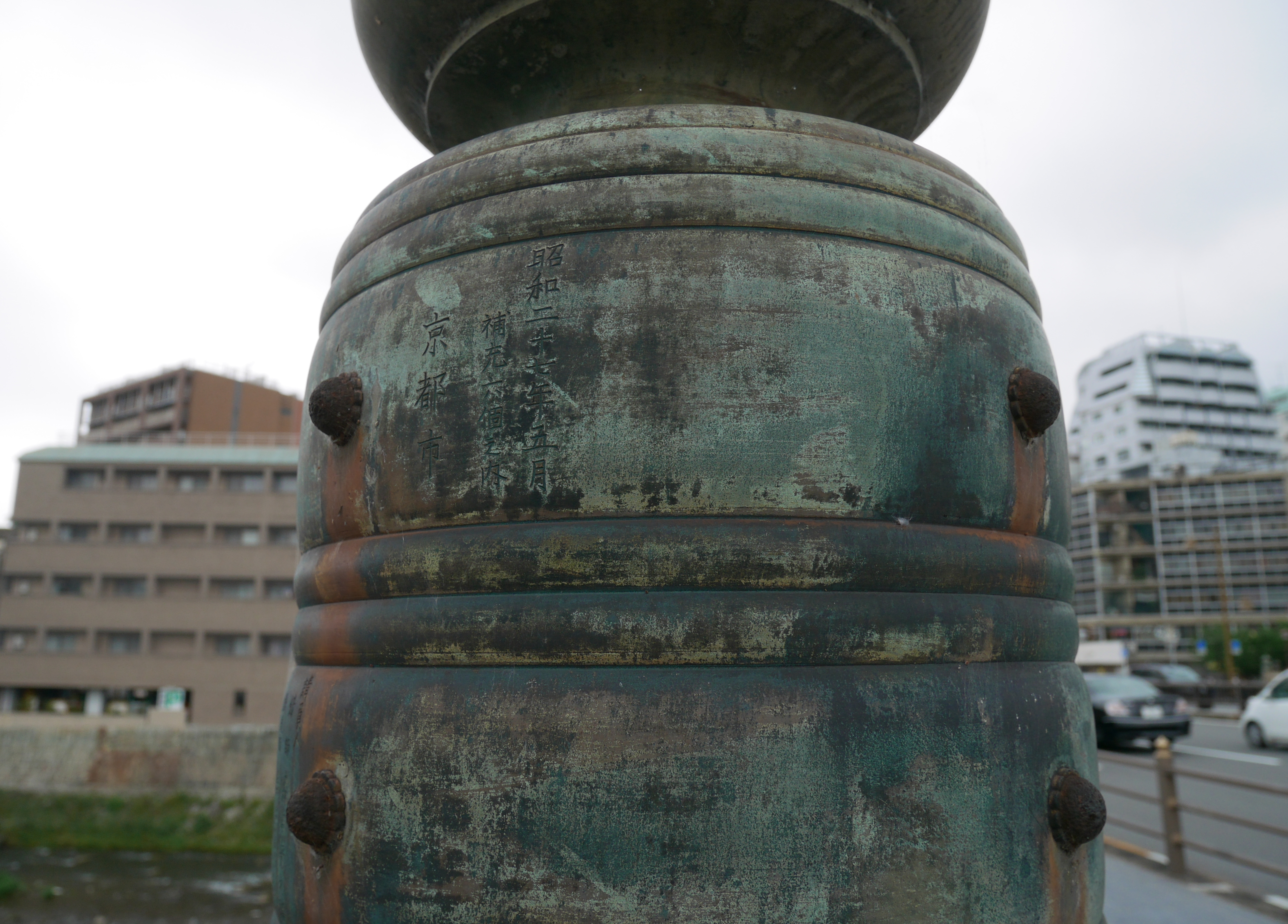

北緯34度59分44秒 東経135度46分05秒 / 北緯34.9955051度 東経135.7681105度
【記銘内容】
（上段）
昭和二十七年五月
　補充六個之内
　京都市
（下段）
請負人　錺師　森本安之助
鋳造師　金井忠義

### 南側東から3基目

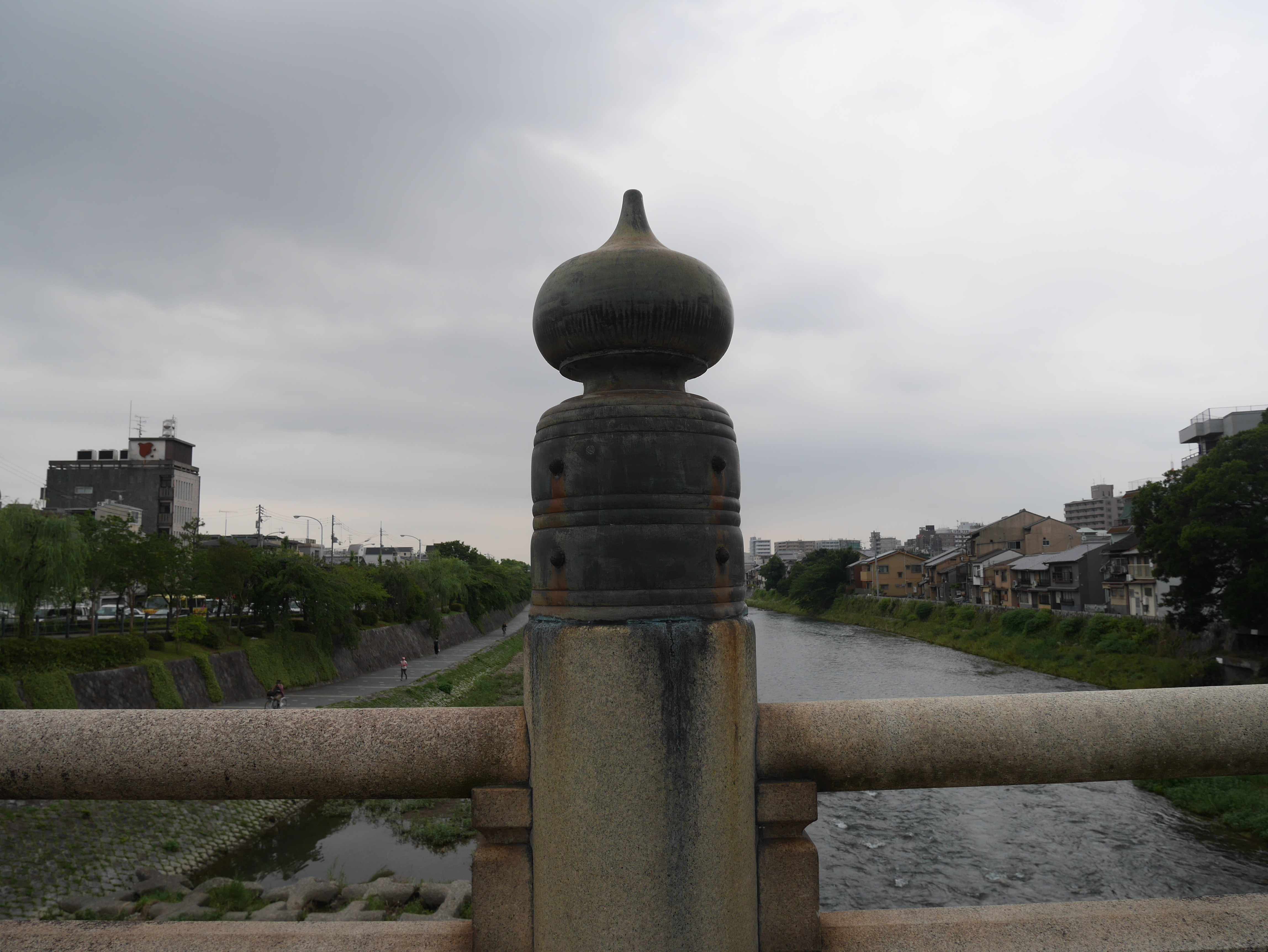
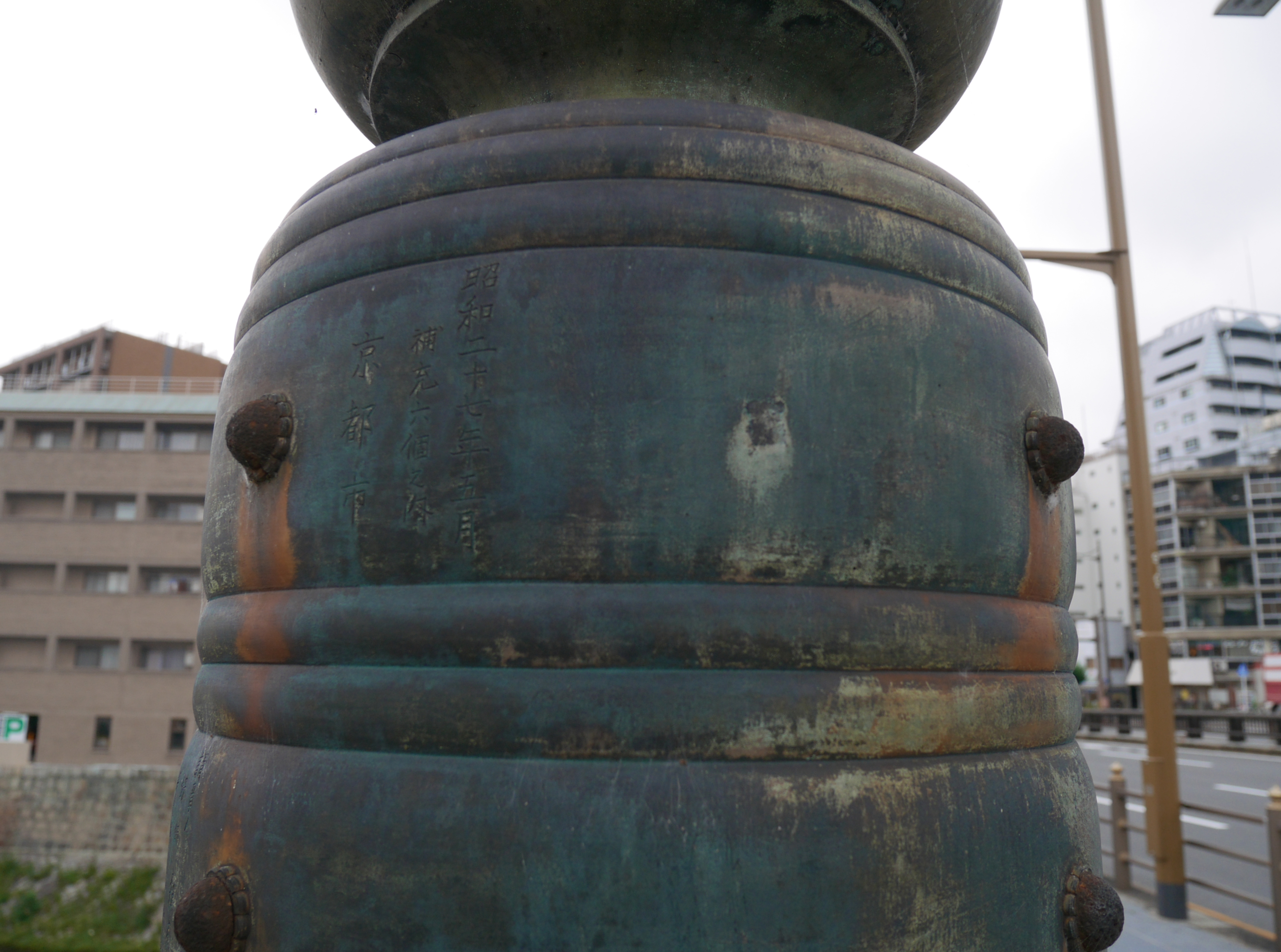

北緯34度59分44秒 東経135度46分05秒 / 北緯34.9955232度 東経135.7679838度
【記銘内容】
　（上段）
昭和二十七年五月　
　補充六個之内
　京都市
　（下段）
請負人　
錺師　森本安之助　
鋳造師　金井忠義

### 南側東から4基目

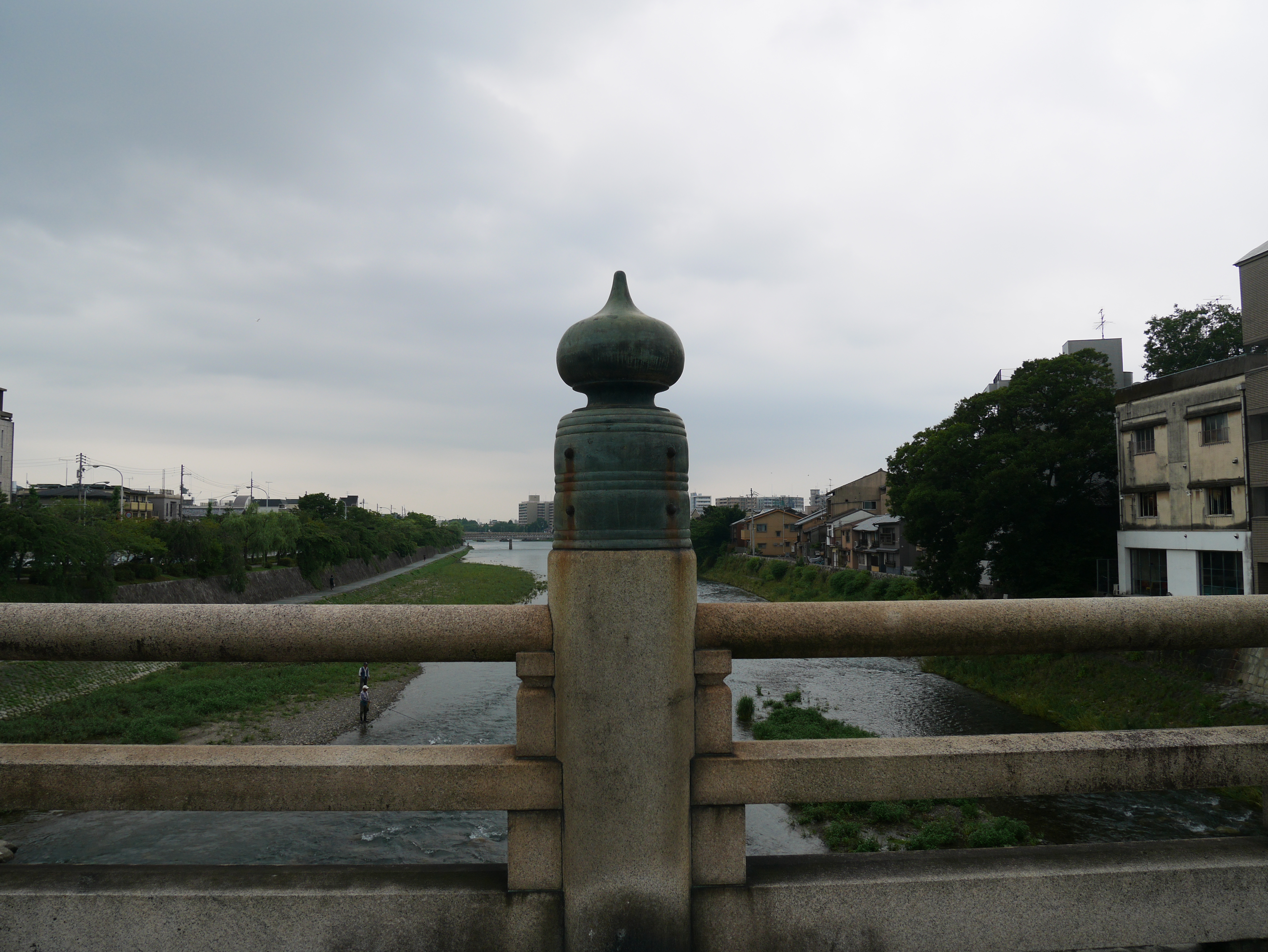
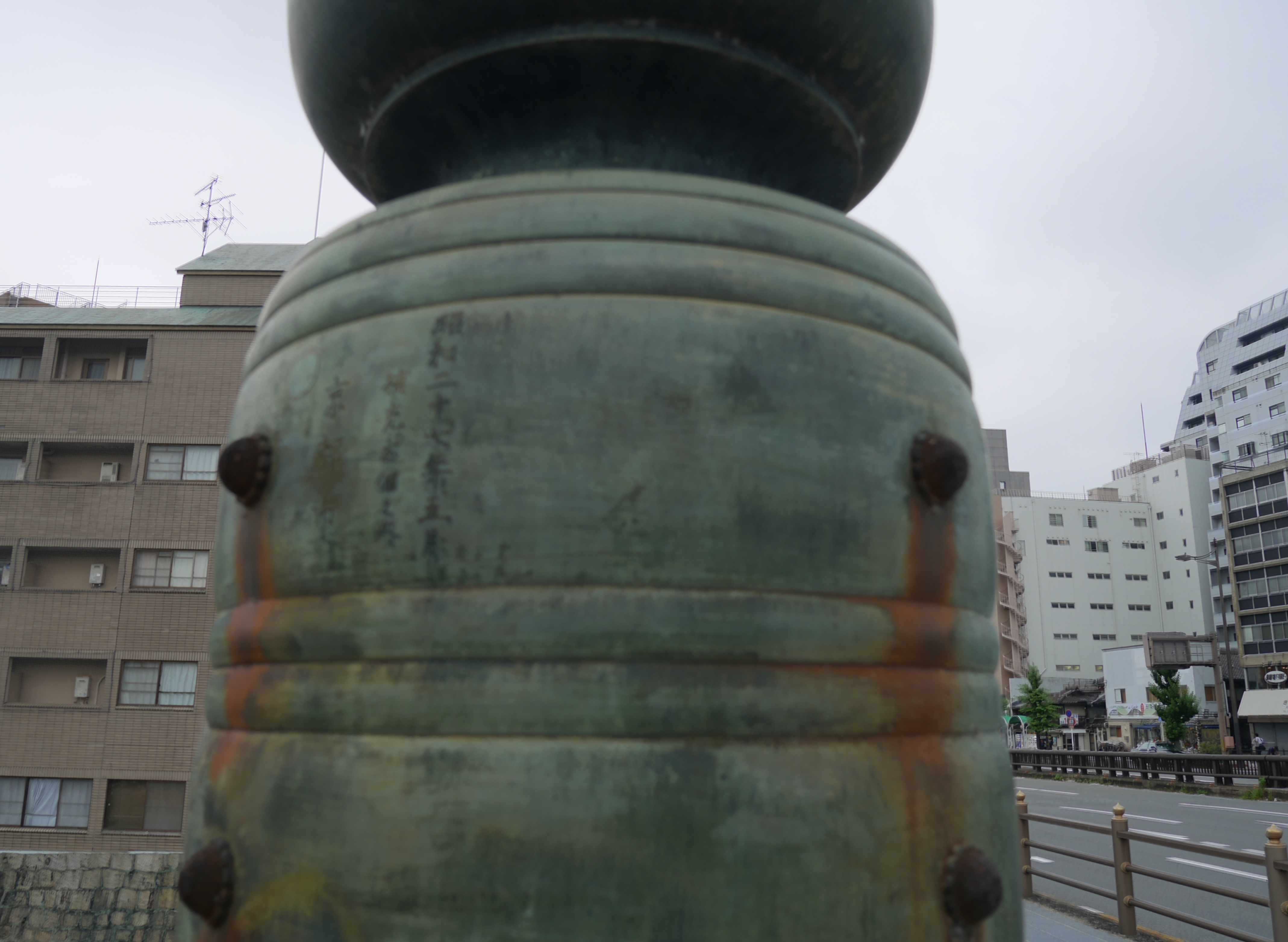

北緯34度59分44秒 東経135度46分04秒 / 北緯34.9955474度 東経135.7678117度
【記銘内容】
（上段）
昭和二十七年五月　
　補充六個之内
　京都市
（下段）
請負人　
錺師　森本安之助　
鋳造師　金井忠義

### 南側東から5基目

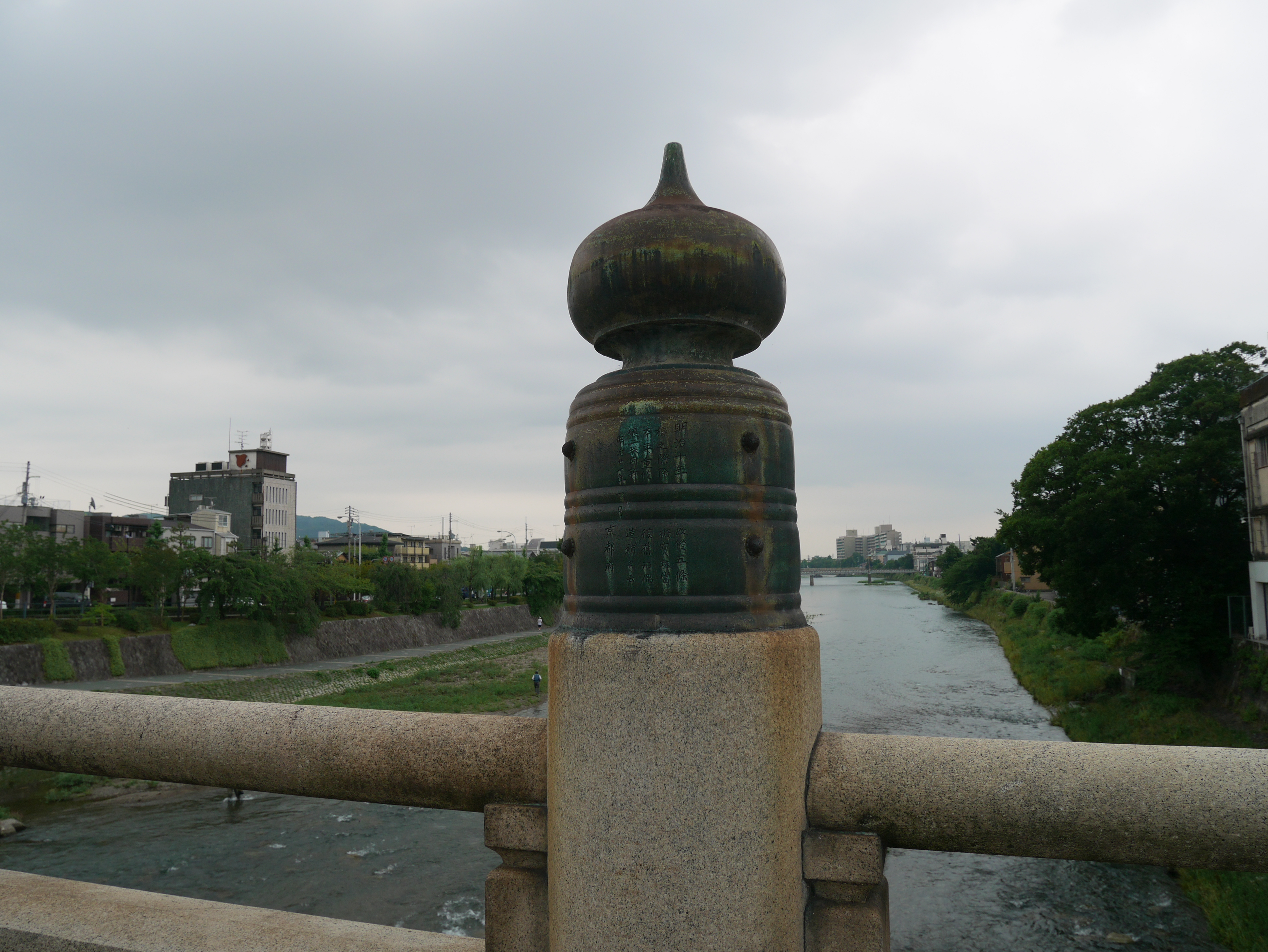
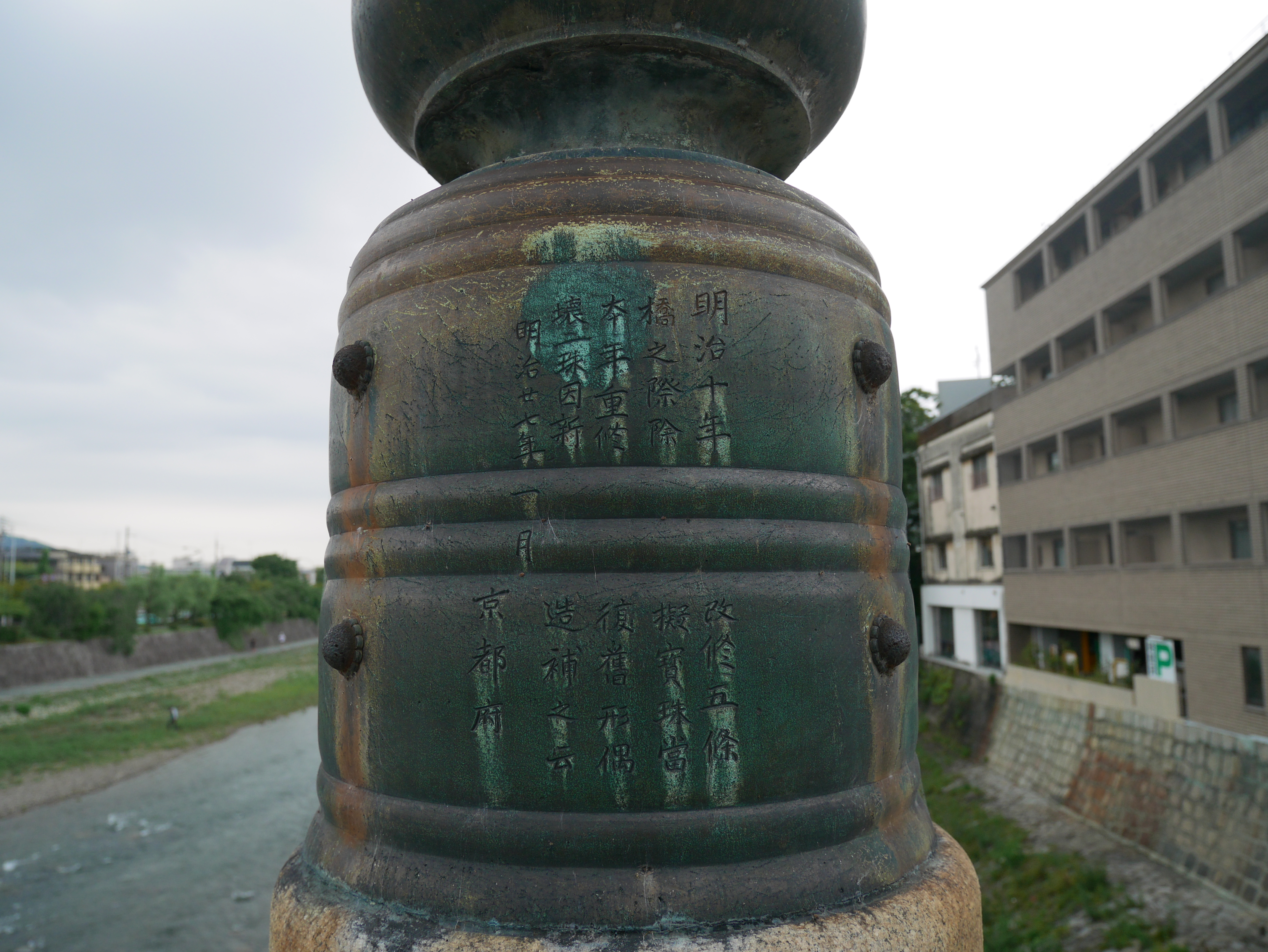

北緯34度59分44秒 東経135度46分04秒 / 北緯34.9955659度 東経135.7676796度
【記銘内容】
明治十年　改修五條
橋之際除　擬寶珠當
本年重修　復舊形偶
壊二珠因　新造補之云
明治廿七年一月
京都府

### 南側東から6基目

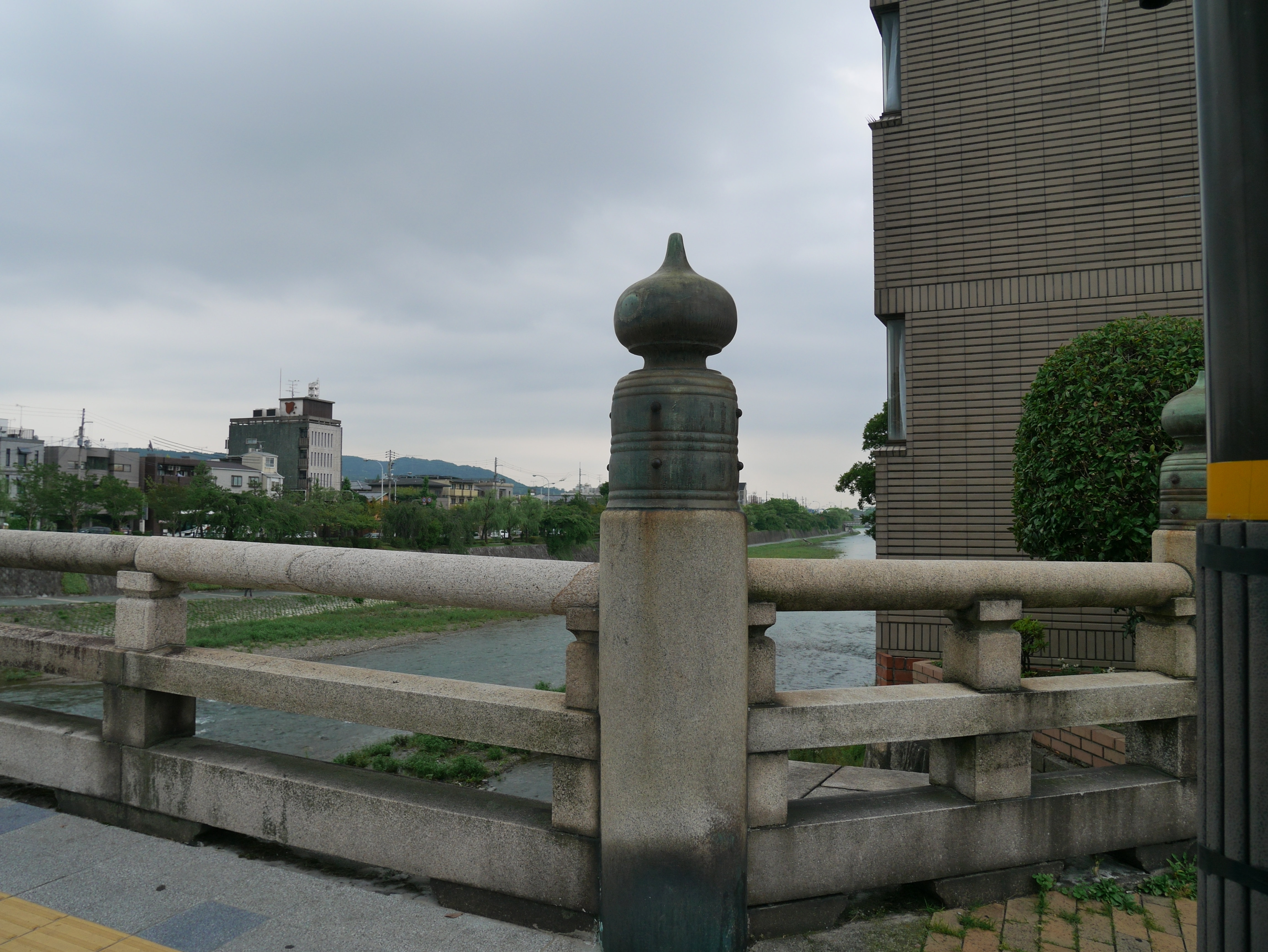
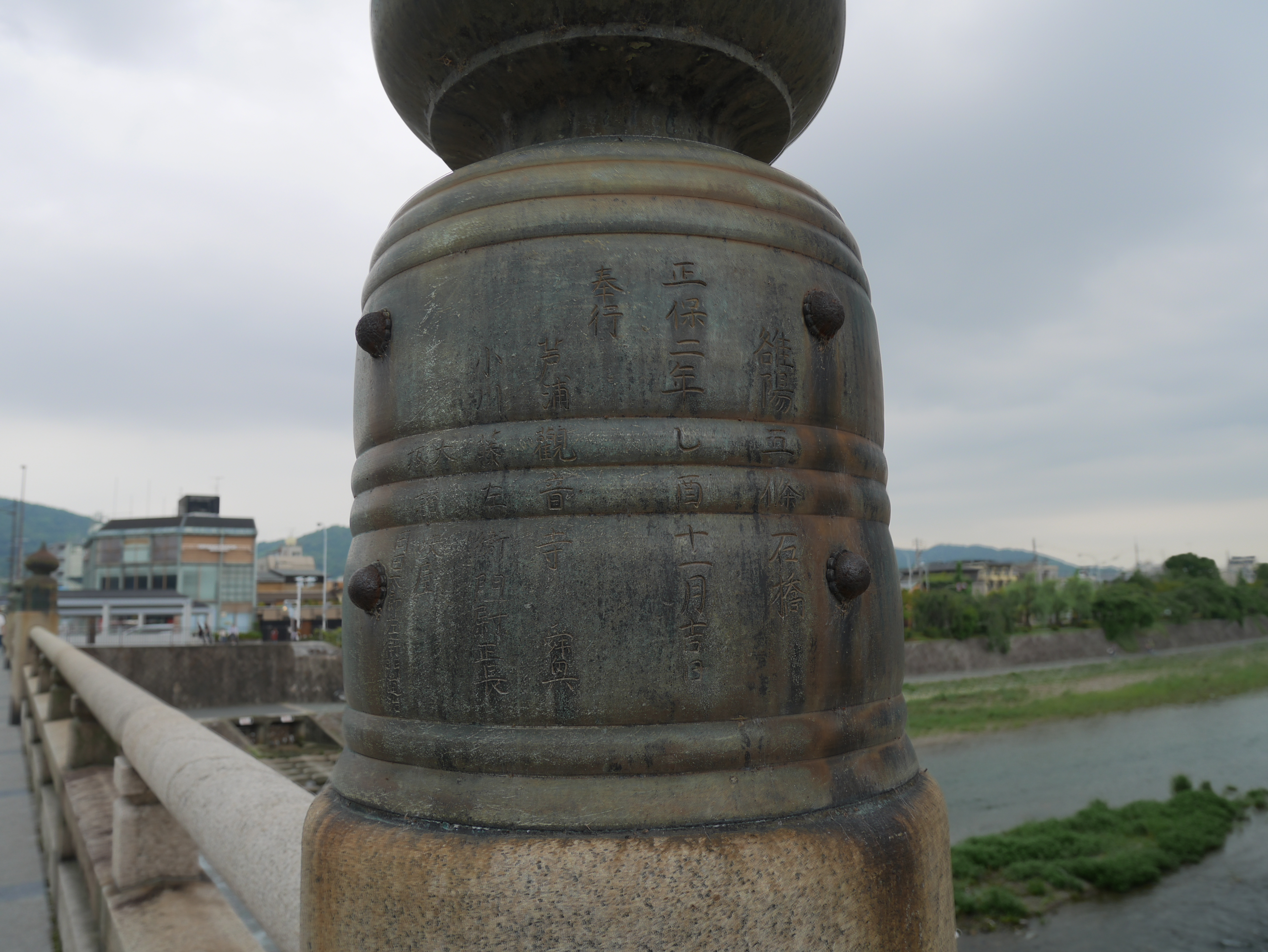

北緯34度59分44秒 東経135度46分03秒 / 北緯34.9955921度 東経135.7675005度
【記銘内容】
雒陽五條石橋
正保二年乙酉十一月吉日
奉行　
芦浦觀音寺　舜興
小川藤左衛門尉正長
大坂讃岐屋　　
岡田太郎左衛門道治

### 南側東から7基目

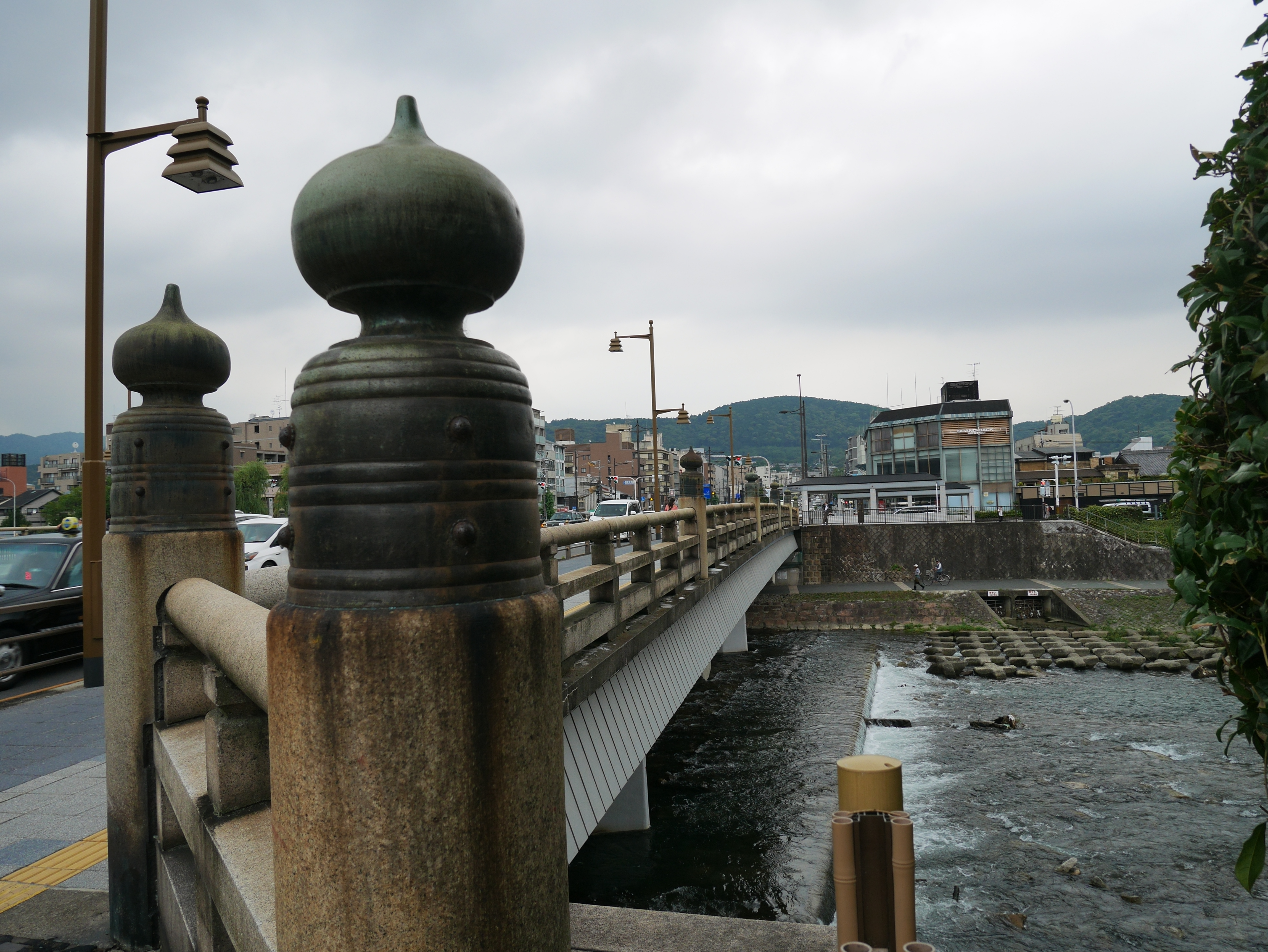
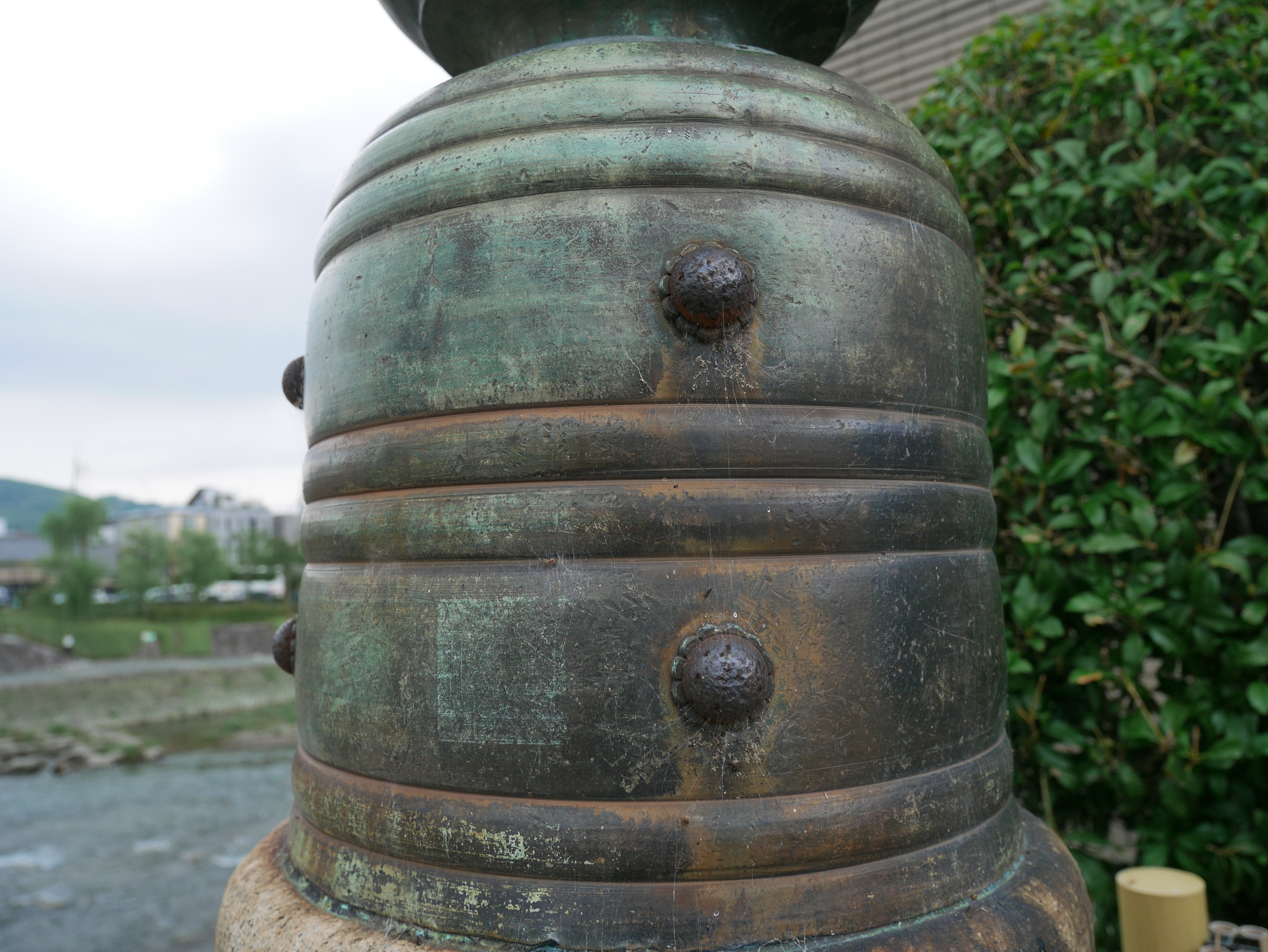

北緯34度59分44秒 東経135度46分03秒 / 北緯34.995579度 東経135.7674723度
【銘無し】

## 周辺
橋の西北側には、かつてこの地にあった御影堂扇にちなんだ「扇塚」がある。
橋の東側には、地下に京阪本線の清水五条駅があるほか、同駅付近からさらに東に伸びる五条通は五条坂と呼ばれており、大谷本廟や清水寺付近へ続いている。